# Unificação da Alemanha

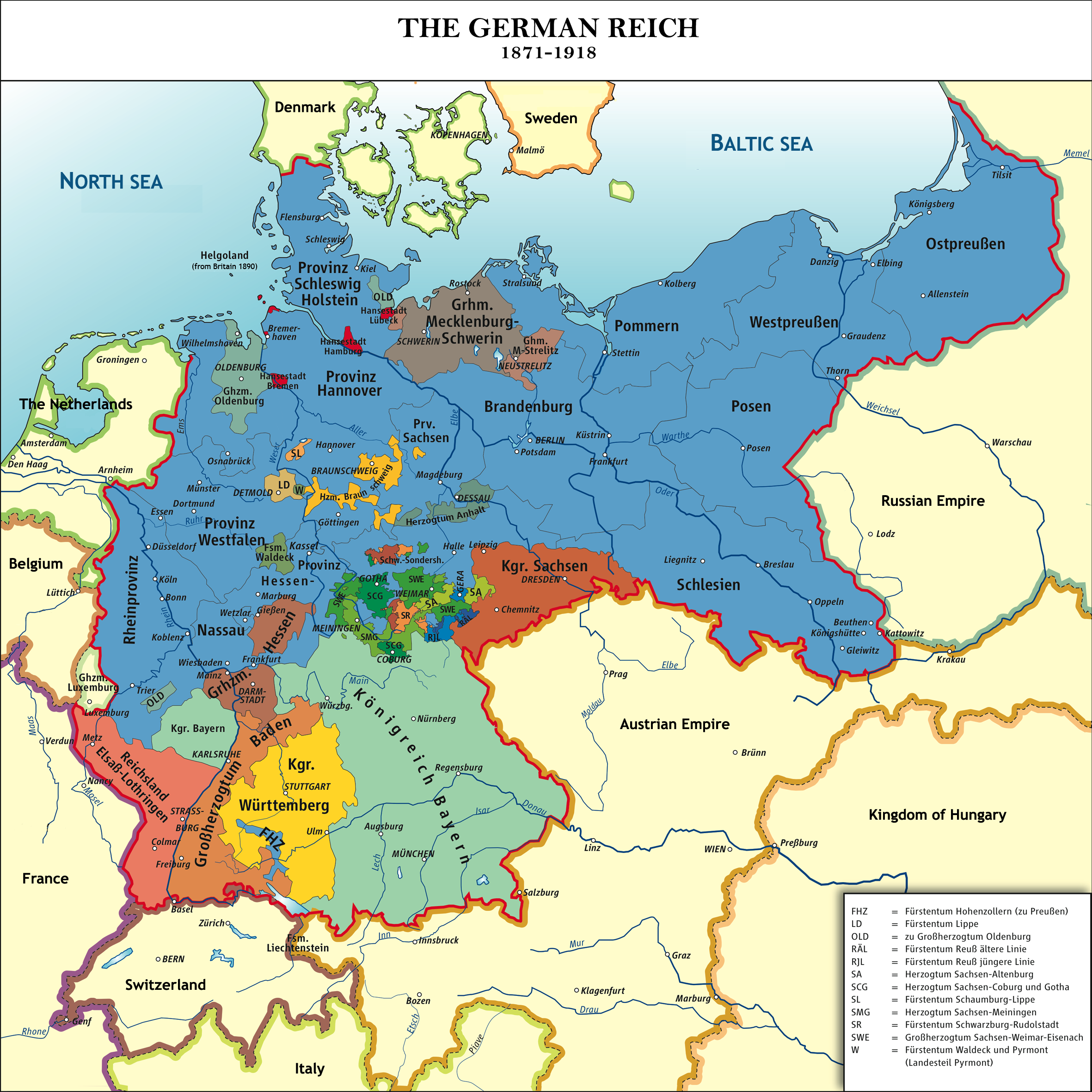
Império Alemão entre 1871–1918

A unificação da Alemanha (em alemão:  Deutsche Einigung), política e administrativamente, em um Estado-nação, realizou-se, oficialmente, no dia 18 de Janeiro de 1871, na Galeria dos Espelhos do Palácio de Versalhes, na França. Os príncipes dos estados alemães reuniram-se para proclamar Guilherme da Prússia como Imperador Guilherme do Império Alemão, depois da capitulação francesa na Guerra Franco-Prussiana. Informalmente, a transição de facto da maioria das populações falantes de alemão para uma organização federada de estados, teve lugar mais cedo, através de alianças formais e informais, entre nobres — e, também, de forma irregular, devido às dificuldades levantadas pelos interesses de grupos aristocráticos, desde a dissolução do Sacro Império Romano-Germânico (1806), e da consequente ascensão do nacionalismo, ao longo do período das Guerras Napoleónicas.
A unificação expôs várias diferenças flagrantes ao nível religioso, linguístico, social e cultural entre os habitantes da nova nação, sugerindo que o ano de 1871 apenas representou um momento em um processo de unificação mais abrangente. O imperador do Sacro Império era chamado de "Imperador de todas as Alemanhas"; na imprensa era referido como "das Alemanhas"; e, no império, a sua alta nobreza era citada como "Príncipes da Alemanha" ou "Príncipes das Alemanhas"— em referência aos territórios da Frância Oriental, que eram governados como pequenos reinos, estados dinásticos independentes administrados pelas suas classes dominantes, desde o tempo de Carlos Magno (800). Devido ao relevo montanhoso de grande parte do território, as populações mais isoladas desenvolveram as suas próprias características culturais, educacionais, linguísticas e religiosas, ao longo de um grande período de tempo. Mas a Alemanha do século XIX assistiria a um desenvolvimento ao nível dos transportes e comunicações, o que ligou as populações culturalmente.
O Sacro Império Romano da Nação Alemã, que tinha agregado mais de 500 estados independentes, foi dissolvido quando o imperador Francisco II abdicou (6 de agosto de 1806) durante a Guerra da Terceira Coligação. Apesar da ruptura legal, administrativa e política associada com o fim do império, os povos das zonas de língua alemã do antigo império partilhavam uma tradição linguística, cultural e legal comuns, aumentada pela sua experiência compartilhada nas Guerras revolucionárias francesas. Cada estado independente tinha sua própria classe governante e suas associações feudais, tradições e leis locais. Como a nobreza queria manter as suas prerrogativas, o desenvolvimento destes estados era quase nulo. O liberalismo europeu oferecia uma base intelectual para a unificação fazendo frente aos modelos dinásticos e absolutistas das organizações sociais e políticas; a sua natureza germânica sublinhava a importância da tradição, educação e unidade linguística das pessoas nessa região geográfica. Economicamente, a criação do Zollverein prussiano, em 1818, e sua subsequente expansão que incluiu outros estados da Confederação Germânica, reduziu a concorrência entre os estados e dentro deles. O aparecimento de novos modos de transporte facilitaram as viagens de negócios e de lazer, ocasionando contatos, alguns deles conflituosos, entre os povos de língua alemã por toda a Europa Central.
Os modelos das esferas de influência diplomáticas, resultantes do Congresso de Viena, em 1814–15, depois das Guerras Napoleónicas, sancionaram o domínio austríaco na Europa Central. Contudo, os negociadores de Viena não levaram em consideração a crescente força da Prússia no meio dos estados germânicos. Desse modo, falharam, ao não visionar o que a Prússia iria fazer frente à Áustria para conquistar a liderança entre os estados germânicos. Esse dualismo alemão colocava duas soluções para o problema da unificação: Pequena Solução Alemã, que excluía a Áustria, ou Grande Solução Alemã, que incluía a Áustria.
Os historiadores discutem sobre se Otto von Bismarck — Ministro-presidente da Prússia — tinha um plano principal para expandir a Confederação da Alemanha do Norte de 1866, passando a incluir os restantes estados independentes numa única entidade, ou simplesmente a expandir o poder do Reino da Prússia. Concluem que os fatores adicionais à força da Realpolitik de Bismarck levaram um conjunto de modernos regimes a  reorganizar as relações políticas, econômicas, militares e diplomáticas no século XIX. As reações ao nacionalismo dinamarquês e francês deram origem a focos de manifestações de unidade alemã. Sucessos militares — em particular os da Prússia — em três guerras regionais originaram uma onda de entusiasmo e orgulho. Assim, os políticos aproveitaram para promover a unificação. Essa experiência fez recordar as realizações do povo francês nas Guerras Napoleônicas, em particular na Guerra da Libertação de 1813–14. Ao estabelecer uma Alemanha sem a Áustria, a unificação política e administrativa em 1871 solucionou, temporariamente, o problema do dualismo.

## Europa Central de língua alemã no início doséculo XIX

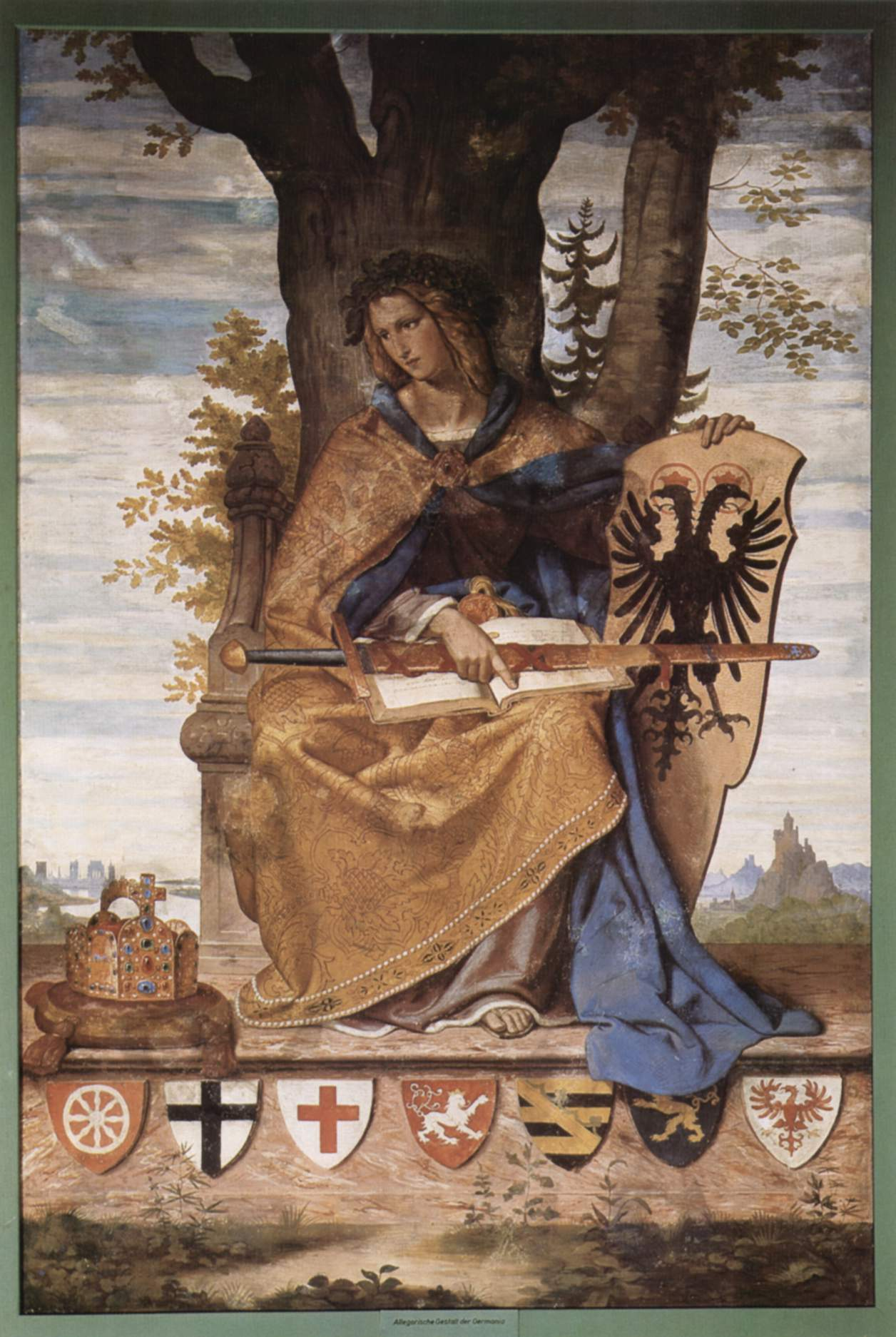
Germânia, uma personificação da nação alemã, aparece no fresco de Philipp Veit. Germânia segura um escudo com o brasão de armas da Confederação Germânica. Os escudos por baixo dela são os brasões armas dos sete eleitores tradicionais do Sacro Império Romano-Germânico

Brasão de Armas da Confederação Germânica, também designada por Deutscher Bund

Até 1806, as regiões de língua alemã da Europa Central incluíam mais de 300 entidades políticas, na sua maioria parte integrante do Sacro Império Romano-Germânico ou como extensão dos domínios hereditários dos Habsburgos. Estas entidades iam desde os pequenos e complexos territórios da família Hohenlohe, até aos grandes, e bem definidos territórios, como o Reino da Baviera e o Reino da Prússia. A sua governação variava: incluíam cidades imperiais livres, também elas de diferentes dimensões, como o poderoso Augsburgo, e o minúsculo Weil der Stadt; territórios eclesiásticos, também de tamanhos distintos, como a rica Abadia de Reichenau, e o grande Arcebispado de Colónia; e os estados dinásticos como Vurtemberga. Estas regiões (ou parte delas—tanto os domínios Habsburgos e a  Prússia Hohenzollern, incluíam territórios fora das estruturas do império) constituíam o território do Sacro Império Romano-Germânico, que chegou a abranger mais de 1000 entidades. Desde o século XV, com raras excepções, o príncipe-eleitor do império escolheu sempre membros da Casa de Habsburgo para serem os portadores do título de Imperador Romano-Germânico. Dentre os estados de língua alemã, os mecanismos administrativos e legais do Sacro Império forneceram um ponto de encontro para resolver disputas entre os camponeses e os proprietários das terras, e entre, e dentro de jurisdições distintas. Através da organização do círculo imperial (Reichskreise), foram vários os grupos de estados que consolidaram os seus recursos e promoveram os seus interesses organizacionais e regionais, que incluíam cooperação económica e protecção militar.
A Guerra da Segunda Coligação (1799–1802) resultou na derrota das forças imperiais e aliadas por Napoleão Bonaparte; os tratados de Lunéville (1801) e Amiens (1802), e a Mediatização de 1803,  transferiram grandes porções do Sacro Império para os estados dinásticos; os territórios eclesiásticos secularizados, e muitas das cidades imperiais, desapareceram do cenário político e legal, e as populações que aqui viviam estabeleceram novas alianças com duques e reis. Esta mudança fez aumentar os territórios de Vurtemberga e de Baden. Em 1806, após uma invasão bem-sucedida do Reino da Prússia, e da derrota desta e do Império Russo, na batalha conjunta de Jena-Auerstedt, Napoleão decretou a Paz de Pressburg, na qual o imperador dissolveu o Sacro Império Romano-Germânico.

### Ascensão do nacionalismo alemão sob o sistema napoleónico
Debaixo da hegemonia do Império Francês (1804–1814), o nacionalismo popular alemão prosperou nos reorganizados estados alemães. Devido, em parte, à experiência partilhada, embora sob domínio francês,  foram várias as justificações que surgiram para identificar a "Alemanha" com estado individual. Para o filósofo alemão Johann Gottlieb Fichte,

As primeiras, originais, e verdadeiramente naturais, fronteiras dos estados são, sem qualquer sombra de dúvida, as suas fronteiras interiores. Aqueles que partilham do mesmo idioma estão ligados uns aos outros por um conjunto de laços invisíveis da própria natureza, muito antes de a arte humana ter tido início; entendem-se entre eles e têm o poder de continuarem a fazerem-se entender de forma cada vez mais clara; pertencem uns aos outros, e são, por natureza, um todo inseparável.

Uma língua comum pode ter sido base para uma nação, mas como os historiadores contemporâneos alemães do século XIX notaram, seria necessário algo mais do que semelhanças linguísticas para unificar centenas de políticas. A experiência dos estados de língua alemã da Europa Central durante os anos da hegemonia francesa, contribuiu para a percepção de uma causa comum para expulsar o invasor francês, e tomar o controlo sobre as suas próprias terras. As exigências das campanhas napoleónicas na Polónia (1806–07), a Guerra Peninsular, a Alemanha ocidental e a sua desastrosa invasão da Rússia em 1812, desiludiu, de igual forma, muitos alemães, príncipes e camponeses. O Bloqueio Continental de Napoleão arruinou a economia da Europa Central. A invasão da Rússia obrigou a uma mobilização de perto de 125 000 soldados dos territórios alemães, e a perda daquele exército encorajou muitos alemães, tanto da classe alta como da classe baixa, a sonhar com uma Europa Central livre da influência napoleónica. A formação de milícias de estudantes como a Lützowsches Freikorps é um exemplo desta tendência.

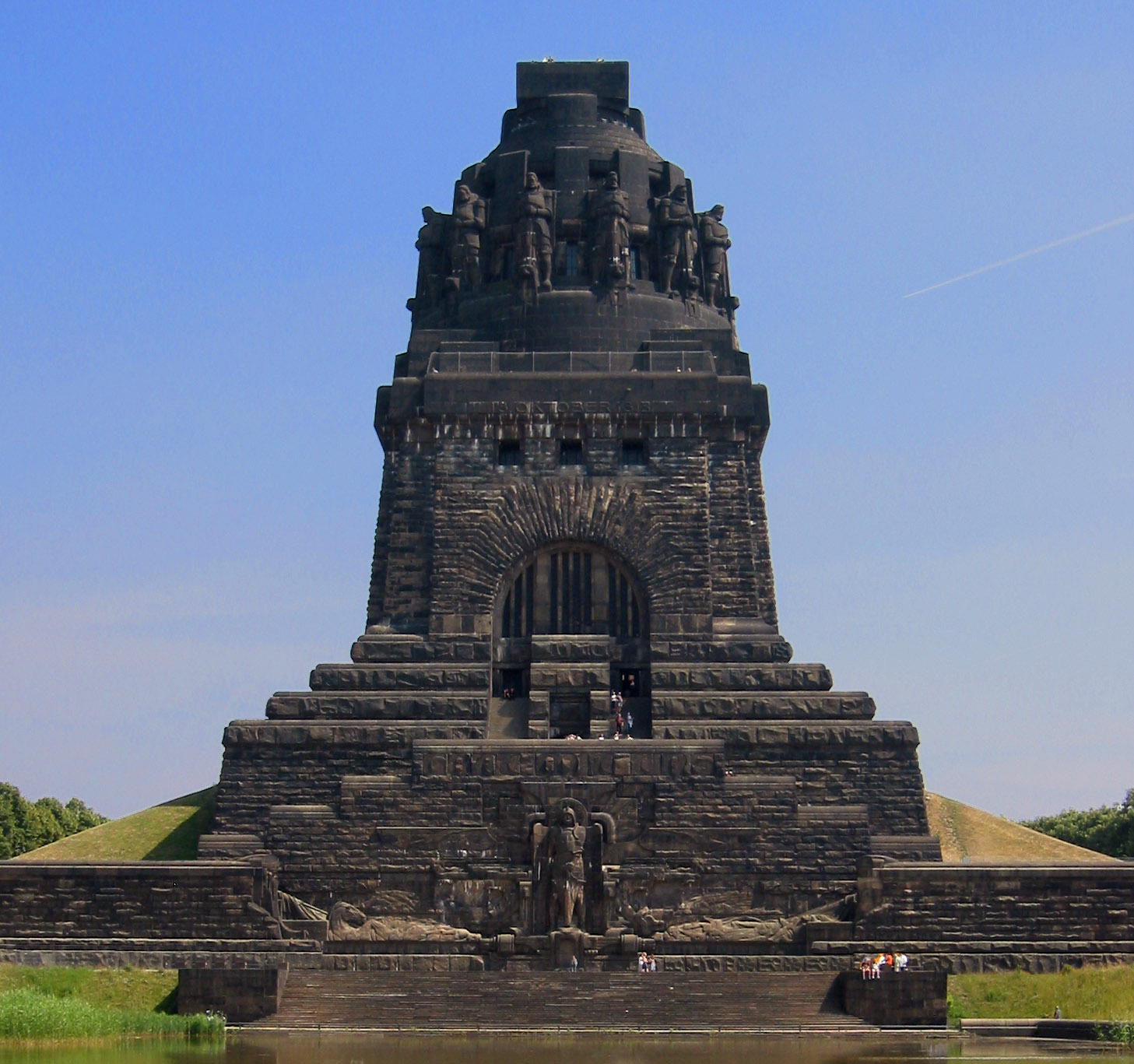
Monumento da Batalha das Nações, erigida no seu centenário (1913), homenageia os esforços do povo alemão na vitória sobre Napoleão

O desastre na Rússia resultou na diminuição da pressão sobre os príncipes alemães. Em 1813, Napoleão montou uma campanha nos estados alemães para os trazer de volta até à esfera de influência francesa; a subsequente Guerra de Libertação culminou na grande Batalha em Leipzig, também conhecida como Batalha das Nações. Em outubro de 1813, mais de 500 000 soldados participaram num feroz combate que durou mais de três dias, fazendo desta batalha um dos maiores combates terrestres na Europa, no século XIX. O resultado foi uma vitória decisiva da Coligação entre a Império Austríaco, Império Russo, Reino da Prússia, Reino da Suécia e Reino da Saxónia, e acabou com o poderio francês a leste do rio Reno. O sucesso encorajou as forças da Coligação a perseguir Napoleão através do Reno; o seu exército e o seu governo caíram, e ele próprio foi encarcerado na ilha de Elba. Durante a curta restauração napoleónica conhecida como o Governo dos Cem Dias, em 1815, as forças da Sétima Coligação, incluindo um exército anglo-aliado, liderado pelo duque de Wellington, e um exército prussiano liderado por Gebhard von Blücher, saíram vitoriosas em Waterloo (18 de junho de 1815). O papel crucial desempenhado pelas tropas de Blücher, em particular quando teve que retirar do terreno de batalha em Ligny no dia anterior, ajudou a virar o fiel da balança contra os franceses. A cavalaria prussiana perseguiu os derrotados franceses na noite de 18 de junho, selando a vitória aliada. De uma perspectiva alemã, as acções das tropas de Blücher em Waterloo, e os esforços combinados em Leipzig, proporcionaram um ponto de convergência para o orgulho e entusiasmo alemães. Esta interpretação tornou-se uma das bases para o mito de Borússia difundido pelos historiadores nacionalista pró-prussianos no final do século XIX.

### Reorganização da Europa Central e ascensão do dualismo alemão

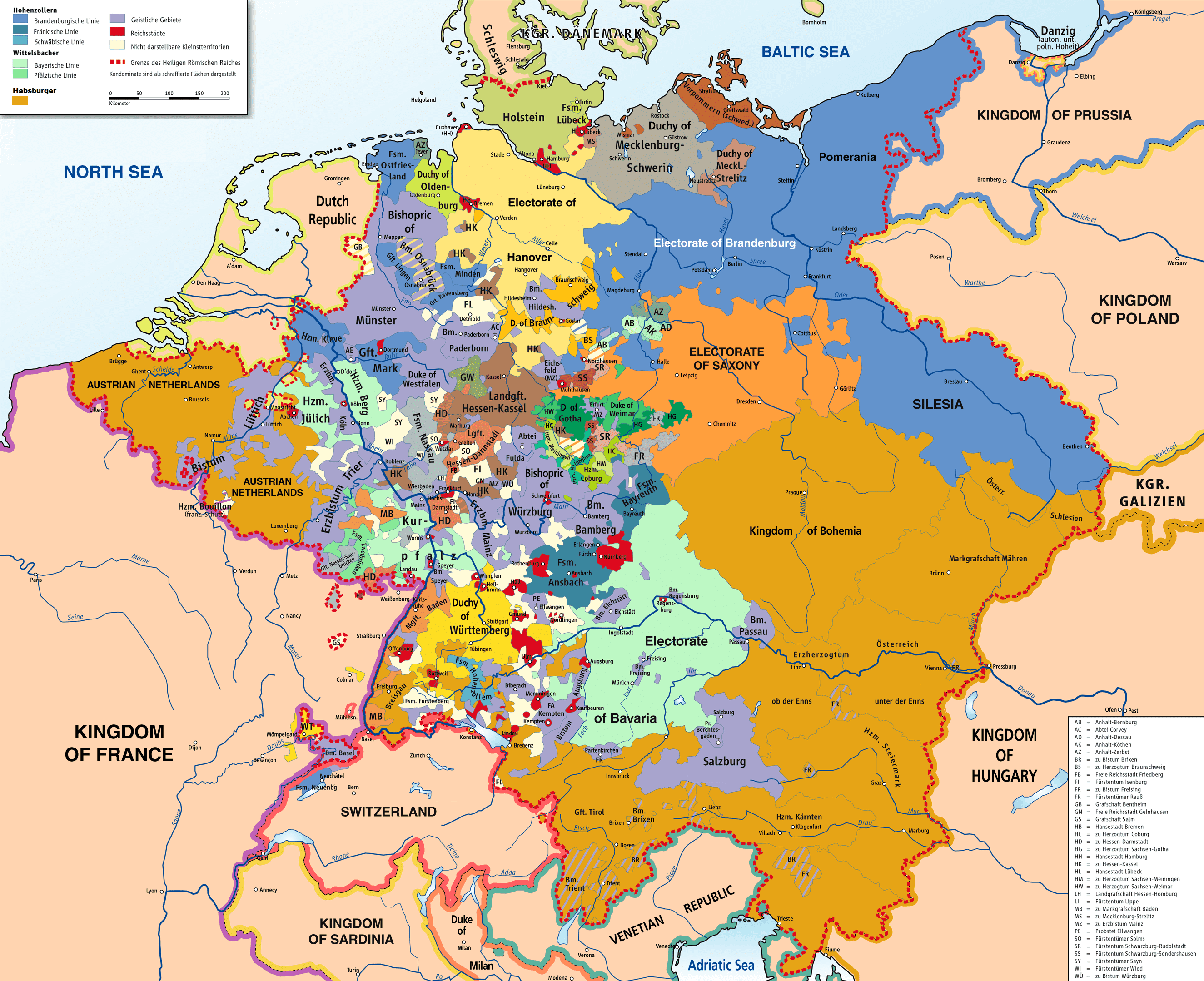
Mapa do Sacro Império Romano-Germânico em 1789. O mapa é dominado pela Monarquia de Habsburgo (laranja) e Reino da Prússia (azul), para além de um grande número de pequenos estados (muitos dos quais demasiado pequenos para serem visualizados no mapa)

Depois da derrota de Napoleão, o Congresso de Viena estabeleceu um novo sistema europeu de política e diplomacia baseado no equilíbrio do poder. Este sistema reorganizou a Europa em esferas de influência as quais, em alguns casos, acabou com as aspirações de várias nacionalidades, incluindo os alemães e os italianos. De uma maneira geral, o Reino da Prússia e outros 38 estados consolidados pela mediatização territorial de 1803, foram confederados dentro da esfera de influência do Império Austríaco. O congresso estabeleceu uma Confederação Germânica (1815–1866) livre, encabeçada pela Áustria, com uma Dieta Federal (designada por Bundestag ou Bundesversammlung, uma assembleia com os seus líderes nomeados) com sede na cidade de Frankfurt am Main. Em reconhecimento da tradicional posição imperial detida pelos Habsburgos, os imperadores da Áustria tornaram-se os presidentes titulares do parlamento. Problematicamente, o domínio interno austríaco negligenciou o surgimento da Prússia nas políticas imperiais no século XVIII. Desde que o Príncipe-eleitor de Brandemburgo se auto-proclamou Rei na Prússia no início daquele século, que os seus domínios foram progressivamente aumentando através das guerras, heranças e sucessões. A força consolidada da Prússia tornou-se visível durante a Guerra de Sucessão Austríaca e Guerra dos Sete Anos no reinado de Frederico, o Grande. Como Maria Teresa e José II tentaram restaurar a hegemonia dos Habsburgos no Sacro Império Romano-Germânico, Frederico contra-atacou com a criação da Fürstenbund (União de Príncipes) em 1785. O dualismo austro-prussiano manteve-se firmemente enraizado nas velhas políticas imperiais. Aquelas manobras de balanceamento de poder atingiram um ponto alto na Guerra de Sucessão Austríaca, ou "Guerra da Batata" como era conhecida entre o povo. Mesmo após o fim do Sacro Império, esta competição influenciou o crescimento e o desenvolvimento dos movimentos nacionalistas no século XIX.

### Problemas de reorganização
Apesar da nomenclatura da Dieta (assembleia ou parlamento), esta instituição não deve de maneira alguma ser interpretada como uma, ou popularmente, o grupo eleito amplamente de representantes. Muitos estados não tinham constituições, e aqueles que as possuíam, como o Grão-ducado de Baden, estabeleceram o sufrágio com base nas propriedades, o que o limitava, de facto, a uma pequena parte da população masculina. Para além disso, esta solução, pouco prática, não reflectia o novo estatuto da Prússia em todo o contexto. Embora o exército prussiano tenha sido derrotado na Batalha de Jena–Auerstedt em 1806, tinha regressado em grande a Waterloo. Consequentemente, os líderes prussianos esperavam ter um papel importante nas políticas alemãs. 

Limites da Confederação Germânica. Prússia a azul, Áustria a amarelo e o restante a cinzento

O surgimento do nacionalismo alemão, estimulado pela experiência dos alemães no período napoleónico e, de início, aliado ao liberalismo, alterou as relações políticas, sociais e culturais no interior dos estados germânicos. Neste contexto, pode-se observar a sua origem na experiência dos alemães no período napoleónico. As organizações estudantis Burschenschaft, e as demonstrações populares como aquelas ocorridas no Castelo de Wartburg, em outubro de 1817, contribuíram para um crescente sentimento de unidade entre os falantes de alemão da Europa Central. Além disso, as promessas implícitas e, por vezes, explícitas, feitas durante a guerra de libertação, criaram uma expectativa de soberania popular e de maior participação no processo político; no entanto, assim que a paz foi alcançada, estas promessas caíram no esquecimento. A agitação provocada pelas organizações estudantis, levaram a que alguns líderes conservadores, como Klemens Wenzel von Metternich, a recear o aumento do sentimento nacional; o assassinato do dramaturgo alemão August von Kotzebue, em março de 1819, por um estudante radical que defendia a unificação, foi seguido pela proclamação dos Decretos de Carlsbad em 20 de setembro de 1819, os quais impediram a liderança intelectual do movimento nacionalista. Metternich conseguiu aproveitar o ultraje do assassinato para consolidar a legislação que permitiria, ainda mais, limitar a imprensa e constranger a ascensão dos movimentos nacionalistas e liberais. Como consequência, estes decretos forçaram o Burschenschaften a funcionar na obscuridade, restringiram a publicação de material nacionalista, alargaram a censura da imprensa e correspondência privada, e limitaram o discurso académico ao proibir os professores universitários de encorajar as discussões nacionalistas. Os decretos foram o tema do panfleto de Johann Joseph von Görres, Teutschland [arcaico para Deutschland] und die Revolution (Alemanha e a Revolução) (1820), no qual concluía que era impossível, e indesejável, reprimir a livre expressão da opinião pública através de medidas reaccionárias.

## Colaboração económica: a união aduaneira
Outra instituição muito importante para a unificação dos estados alemães, a Zollverein, ajudou a criar um sentido de unificação económica mais abrangente. Concebida, inicialmente, pelo ministro das finanças prussiano, Hans, Conde de Bülow, como uma união aduaneira prussiana em 1818, a Zollverein criou uma ligação entre  territórios prussianos e Hohenzollern. Durante os trinta anos que se seguiram (e mais), mais estados alemães se juntariam. A União ajudou a reduzir potenciais barreiras entre os estados alemães, desenvolvendo o transporte de matérias-primas e bens acabados, facilitando a mobilização de bens através das fronteiras territoriais, e com valores de custo, transporte e de venda mais acessíveis. Estes factores foram de especial importância para os centros industriais emergentes, muitos dos quais localizados na Renânia, na região dos vales do Sarre e do Ruhr.

### Estradas e caminhos de ferro

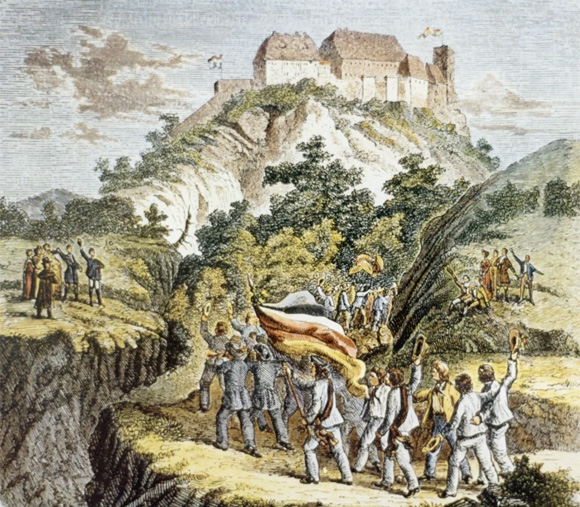
Em outubro de 1817, aproximadamente 500 estudantes juntaram-se no Castelo de Wartburg, onde Martinho Lutero tinha pedido refúgio três séculos antes, para demonstrar o seu apoio à unificação nacional. Wartburg foi escolhido pela sua ligação símbólica ao carácter nacional alemão. Gravura colorida contemporânea.

No início do século XIX, as estradas alemães encontravam-se extremamente deterioradas. Os viajantes, tanto locais como estrangeiros, queixavam-se do estado das Heerstraßen, as estradas militares mantidas para facilitar o movimento das tropas. À medida que os estados alemães iam cessando de servir como local de passagem para ao militares, contudo, as vias melhoraram; a extensão das estradas principais na Prússia passaram de 3800 km em 1816, para 6 660 quilômetros em 1852, com a ajuda da invenção do  macadame. Em 1835, Heinrich von Gagern escreveu que as estradas eram as "veias e as artérias do corpo político — " e previu que iriam promover a liberdade, a independência e a prosperidade. Conforme as pessoas se iam movimentando, entravam em contacto com outras, nos comboios, hotéis, restaurantes e, para alguns, em estabelecimentos de luxo como o spa em Baden-Baden. O transporte de água também melhorou. Os bloqueios no rio Reno tinham sido removidos pelas ordens de Napoleão mas, na década de 1820, os motores a vapor libertaram as embarcações dos rios do pesado sistema de reboque humano e animal que os levava rio acima. Em 1846, eram 180 os navios a vapor que circulavam nos rios germânicos e no lago de Constança, e uma rede e canais estendia-se desde os rios Danúbio, Weser e Elba.
Embora aqueles melhoramentos tenham sido de grande importância, não podiam competir com o impacto que os caminhos de ferro tiveram. O economista alemão Friedrich List chamou aos caminhos de ferro e à União Alfandegária os "Gémeos Siameses ", dando ênfase à importantes relação entre ambos. Também o poeta August Heinrich Hoffmann von Fallersleben partilhava da sua opinião. Este escreveu um poema em que enaltecia as virtudes da Zollverein, e que listava um conjunto de factores que tinham contribuído mais para a unidade germânica do que a política e a diplomacia. Os historiadores do Segundo Império defenderam que os caminhos de ferro eram o primeiro indicador para um estado unificado; o escritor patriótico, Wilhelm Raabe, escreveu: "O império germânico foi fundado com a construção do primeiro caminho-de-ferro — " No entanto, nem todos viram o monstro de ferro com bons olhos. O rei da Prússia Frederico Guilherme não viu vantagens em viajar de Berlin para Potsdam umas horas mais rápido, e Metternich recusou-se a andar num comboio. Outros perguntavam-se se o caminho-de-ferro era um "demónio" que ameaçava a paisagem: o poema de Nikolaus Lenau, de 1838, An den Frühling (Para a Primavera), lamentava a forma como os comboios destruíram a antiga calma das florestas alemãs.

A Bayerische Ludwigsbahn, a primeira companhia de comboios para transporte de passageiros ou carga em território alemão, ligava Nuremberga e Fürth em 1835; tinha 6 km de extensão e operava apenas de dia, mas mostrou-se rentável e popular. Em três anos, foram montados 140 km de linhas; em 1840, 462 km; e, em 1860, eram já cerca de 11 157 km. À falta de um centro geográfico organizativo (como uma capital nacional), as linhas eram dispostas em forma de teia-de-aranha, ligando cidades e mercados dentro de regiões, regiões pequena dentro de outras regiões de maior dimensão, e assim sucessivamente. À medida que a rede de caminhos de ferro se expandia, tornou-se mais barato o transporte de bens: em 1840, 18 Pfennigs por tonelada por quilómetro; e, em 1870, cinco pfennigs. Os efeitos da rede ferroviária foram imediatos. Por exemplo, as matérias-primas podiam ser transportadas para cima e para baixo do vale do Ruhr, sem serem descarregadas e carregadas. As linhas de caminho-de-ferro animaram a actividade económica ao criar procura de bens e facilitando o comércio. Em 1850, o transporte fluvial levou três vezes mais carga dos que o ferroviário; em 1870, a situação inverteu-se, passando os caminhos de ferro a transportar quatro vezes mais. As viagens de comboio alteraram a aparência das cidades e o modo de viajar das pessoas. O seu impacto chegou até à organização social, afectando os que nasceram nos meios ricos até aos mais pobres. Embora algumas das províncias alemãs de fronteira não fossem servidas por este meio de transporte até 1890, a grande maioria da população, das fábricas e dos centros de produção ficaram ligados pela rede ferroviária por volta de 1865.

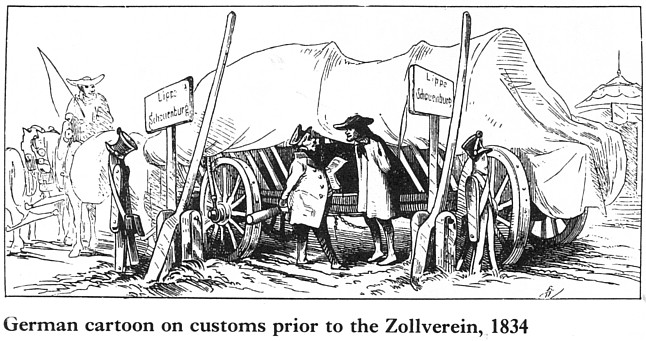
Esta ilustração transmite um comentário satírico sobre as barreiras alfandegárias existentes em muitos estados alemães, c. 1834. Alguns estados eram tão pequenos que as transportadoras chegavam a carregar e descarregar duas e três vezes no mesmo dia

### Geografia, patriotismo e língua
À medida que as viagens se tornavam mais fáceis, rápidas e mais baratas, os alemães começaram a ter a percepção de que havia outros factores de unidade para além da sua língua. Os Irmãos Grimm, que elaboraram um grande dicionário de língua alemã designado por Deutsches Wörterbuch , também fizeram uma compilação de histórias e fábulas tradicionais, que mostravam as semelhanças e as diferenças entre as diferentes regiões. Karl Baedeker escreveu guias sobre as diferentes cidades e regiões da Europa Central, indicando os locais para ficar, para visitar, e dando uma pequena história sobre os castelos, campos de batalha, edifícios famosos e gente famosa. Os seus guias também incluíam distâncias, estradas a evitar, e caminhos a percorrer.
As palavras do poeta August Heinrich Hoffmann von Fallersleben expressavam, para além da unidade linguística do povo alemão, a sua unidade geográfica. Na canção Deutschland, Deutschland über Alles, designada oficialmente por Das Lied der Deutschen (A Canção dos Alemães), Fallersleben pediu aos soberanos de todos os estados alemães para reconhecerem as características unificadoras do povo alemão. Outras canções patrióticas como Die Wacht am Rhein (O Vigia do Reno) de Max Schneckenburger, começaram a focar a sua atenção no espaço geográfico, não limitando o carácter germânico a uma língua comum. Schneckenburger escreveu Die Wacht am Rhein numa resposta de natureza patriótica às afirmações francesas de que o Reno era a fronteira "natural" francesa a leste. No refrão, Querida Pátria, Querida Pátria, descansa a tua Alma /O Vigia está firme no Reno, e em outra poesia patriótica como Das Rheinlied (A Canção do Reno) de Nicholaus Becker, apelava aos alemães que defendessem o território da sua terra-natal. Em 1807, Alexander von Humboldt defendeu que o carácter nacional reflectia a influência geográfica, unindo  as pessoas às paisagens. Apoiando esta ideia, surgem vários movimentos cujo objectivo era preservar as velhas fortificações e locais históricos, em especial na região da Renânia, local de vários confrontos com a França e a Espanha.

## Vormärze o liberalismo doséculo XIX
O período que antecedeu as Revoluções de 1848 nos Estados alemães — designado por Vormärz ("Antes de Março") —, foi caracterizado pela existência de estados-policiais austro-prussianos e de censura. Durante este período, o liberalismo europeu ganhou um novo ímpeto; na ordem do dia estavam questões econômicas, sociais e políticas. Muitos liberais europeus no Vormärz desejavam a unificação sob princípios nacionalistas, pretendiam a transição para um sistema capitalista, queriam o alargamento do sufrágio masculino, entre outras questões. A sua natureza "radical" dependia do seu posicionamento no sufrágio masculino: quanto mais abrangente a definição de sufrágio, mais radical.

### Festa Hambach: nacionalismo liberal e resposta conservadora

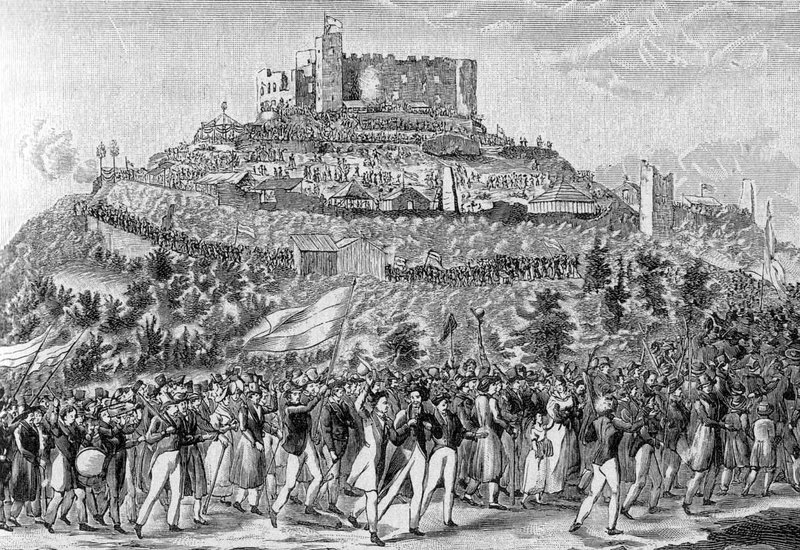
Participantes pró-nacionalistas marcham para as ruínas do Castelo Hambach Castle em 1832: predominam os estudantes, alguns profissionais, e as suas esposas. Carregam uma bandeira do Burschenschaft, a qual, mais tarde, se tornaria a base da moderna bandeira alemã

Apesar da reacção significativamente conservadora, a ideia de uma unidade se juntar com as noções de soberania popular nas terras de língua alemã. O Festival de Hambach, em Maio de 1832, recebeu mais de 30 000 pessoas. Anunciado como uma feira agrícola, os seus participantes celebraram a fraternidade, a liberdade, e a unidade nacional. A multidão concentrou-se na baixa da cidade e seguiram para as ruínas do Castelo Hambach, nas colinas da pequena cidade de Hambach, na província do Palatinado da Baviera. Levando bandeiras, tambores, e cantando, o povo demorou grande parte da manhã e do dia para chegar ao local do castelo, onde ouviram dos discursos dos oradores nacionalistas, desde os mais conservadores, aos mais radicais. No geral, os discursos transmitiram uma diferença fundamental entre o nacionalismo alemão da década de 1830, e o nacionalismo francês saído da Revolução de Julho: o foco do nacionalismo alemão centrava-se na educação dos cidadãos; quando o povo estivesse devidamente educado, o nacionalismo seria atingido. A retórica em Hambach mostrou a natureza globalmente pacífica do nacionalismo alemão: a ideia não era construir barreiras, como o exemplo francês, mas sim construir "pontes emocionais" entre os grupos.

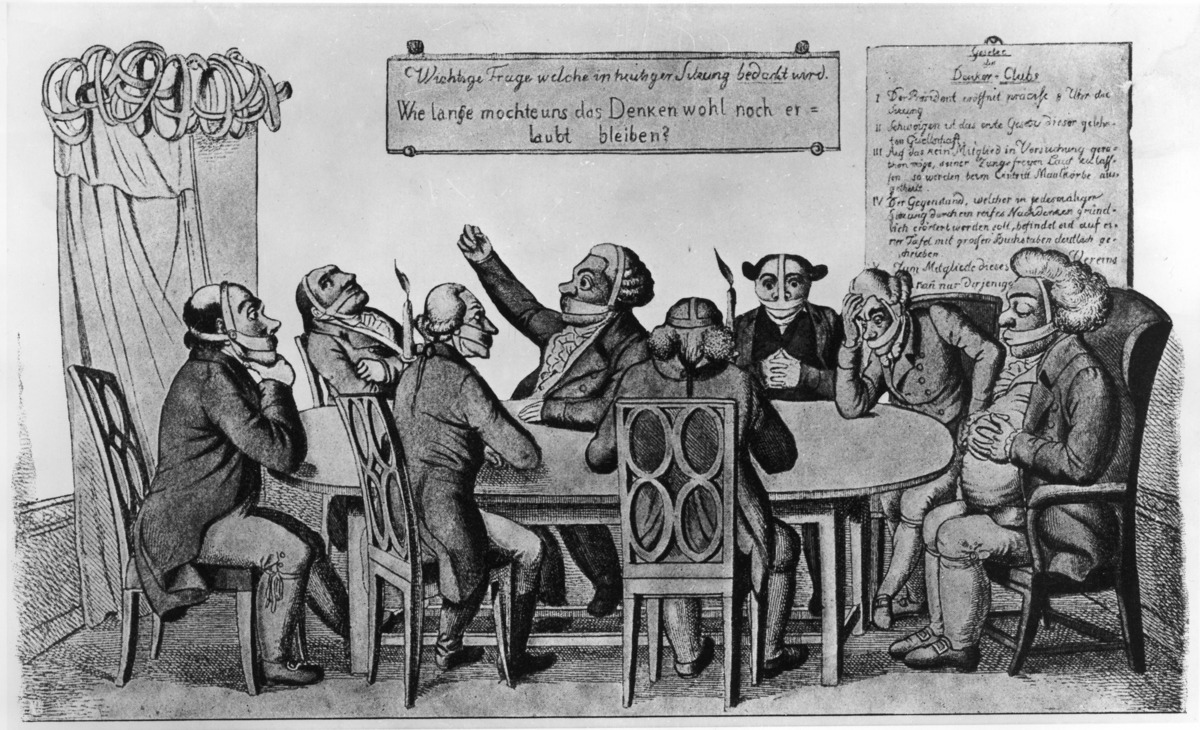
Caricatura alemã que satiriza os Decretos de Carlsbad, os quais suprimem a liberdade de expressão

Tal como tinha feito em 1819, após o assassinato de Kotzebue, Metternich utilizou a demonstração popular em Hambach para forçar uma política social conservadora. Os "Seis Artigos" de 28 de junho de 1832, reafirmam o princípio da autoridade monárquica. A 5 de julho, a Dieta de Frankfurt votou 10 artigos adicionais, que reiteravam regras de censura já existentes, restrições a organizações políticas, e limitações a outras actividades públicas. Além disso, os estados membros acordaram em enviar assistência militar a qualquer governo ameaçado por alguma agitação. O príncipe Wrede levou o exército bávaro para o Palatinado para controlar a província. Vários oradores insatisfeitos de Hambach foram detidos, julgados e presos; um deles, Karl Heinrich Brüggemann (1810–1887), estudante de Direito e representante do Burschenschaft, foi enviado para a Prússia, onde foi, inicialmente, condenado à morte, mas depois perdoado.

### Liberalismo e a resposta aos problemas econômicos
Outros fatores vieram dificultar a ascensão do nacionalismo nos estados germânicos. Por um lado, os fatores humanos, como rivalidades políticas entre membros da Confederação Germânica, em particular entre os austríacos e os prussianos, e competição sócio-econômica no seio dos interesses comerciais e mercantis, e dos antigos interesses dos proprietários e aristocratas. Por outro lado, havia também os factores naturais, como a seca em 1830 e crise de alimentos em 1840. Também as alterações na industrialização vieram complicar o processo; como as pessoas procuravam trabalho, começaram a sair das suas aldeias e pequenas cidades, para ir trabalhar durante a semana nas cidades, regressando a casa ao fim-de-semana.
A deslocação econômica, social e cultural da gente comum, as dificuldades econômicas de uma economia em transição, e as pressões provocadas por desastres meteorológicos, todas contribuíram para os problemas crescentes na Europa Central. O fracasso de muitos governos em lidar com as crises alimentares em meados da década de 1840, causadas pelo míldio-da-batateira (relacionada com a fome na Irlanda), e várias épocas de más condições climatéricas, levou muitos a pensar que os ricos e poderosos não tinham qualquer interesse nos seus problemas. Aqueles que detinham a autoridade, estavam preocupados com a crescente agitação política e social entre as classes trabalhadoras, e o afastamento da intelligentsia. A censura, as multas, e as detenções, não tinham, aparentemente, qualquer efeitos contra os críticos. Além disso, estava a tornar-se cada vez mais claro que, tanto o Império Austríaco, como o Reino da Prússia, desejavam ser líderes de uma qualquer unificação; cada uma delas tentaria afastar a outra da unificação.

## Primeiros esforços de unificação
Tanto a manifestação de Wartburg em 1817, como a Festa de Hambach em 1832, não tinham transmitido um programa claro de unificação. Em Hambach, as posições dos diferentes oradores demonstraram que tinham ideias díspares. Unidos apenas pela ideia de unificação, a sua forma de como alcançar este objectivo não incluía planos concretos, mas sim uma noção muito vaga de que o Volk (o povo), se devidamente educado, faria, ele mesmo, a unificação. Discursos eloquentes, bandeiras, estudantes eufóricos e piqueniques, não se concretizavam em novas políticas, ou regras burocráticas ou administrativas. Enquanto muitos falavam acerca da necessidade de uma constituição, nenhum documento saía das discussões. Em 1848, os nacionalistas solicitaram uma solução para este problema.

### Revoluções alemãs de 1848 e o Parlamento de Frankfurt
As revoluções alemãs de 1848-49 apelaram à unificação da Alemanha sob uma única constituição. Os revolucionários pressionaram diversos governos dos estados, em particular aqueles na Renânia, para a formação de uma assembleia parlamentar que tivesse a responsabilidade de elaborar uma constituição. Em última análise, os revolucionários de esquerda esperavam que esta constituição estabelecesse o sufrágio universal masculino, um parlamento nacional permanente, e uma Alemanha unificada, possivelmente sob a liderança de um rei prussiano. Este parecia ser o caminho mais lógico, pois o Reino da Prússia era o estado alemão mais forte, tal como o de maior dimensão geográfica. Geralmente, os revolucionários de centro-direita desejavam algum tipo de sufrágio mais alargado, nos seus estados, e, potencialmente, uma forma de unificação mais livre. A sua pressão resultou uma variedade de eleições, baseadas em diferentes qualificações para o voto, tais como o sistema das três classes, que garantia a alguns grupos eleitorais — em particular, os mais ricos, proprietários — grande poder representativo.

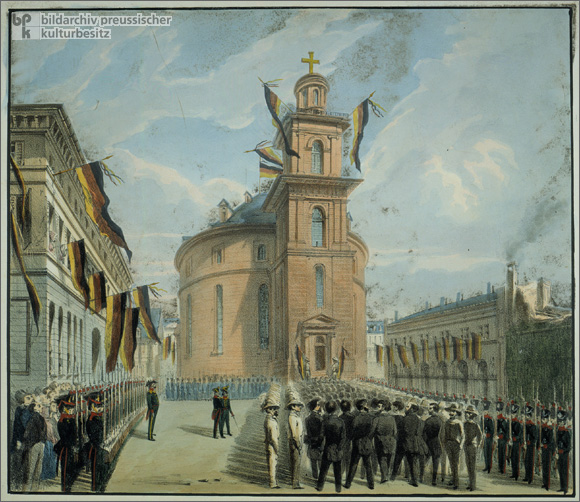
Os delegados pré-parlamentares dirigem-se para igreja de S. Paulo em Frankfurt, onde lançaram as bases para eleger um Parlamento Nacional.

A 27 de março de 1849, o Parlamento de Frankfurt aprovou a Paulskirchenverfassung (Constituição da Igreja de S. Paulo) e entregou o título de Kaiser (Imperador) ao rei da Prússia Frederico Guilherme IV no mês seguinte. Este recusou, alegando várias razões. Publicamente, disse que não podia aceitar uma coroa sem o consentimento dos actuais estados, ou seja, dos príncipes. Em privado, ele temia a oposição dos outros príncipes alemães e da intervenção militar da Áustria ou da Rússia. Por outro lado, não via com bons olhos receber uma coroa de um parlamento eleito de forma popular: ele não aceitaria uma coroa de "barro". Apesar dos  requisitos que muitas vezes perpetuaram vários dos problemas de soberania, e da participação política que os liberais procuravam superar, o Parlamento de Frankfurt não foi capaz de elaborar uma constituição e de chegar a um acordo sobre a solução kleindeutsch. Embora os liberais tenham fracassado ao não conseguir a unificação que desejavam, obtiveram, no entanto, uma vitória parcial ao participarem ao lado dos príncipes alemães na resolução de muitas questões constitucionais, e colaborando com eles em muitas das reformas.

### Análise retrospectiva: 1848 e o Parlamento de Frankfurt
Desde há muitos anos que os acadêmicos da história da Alemanha debatem o tema de como o sucesso e do fracasso do Parlamento de Frankfurt terão contribuído para as explicações historiográficas da construção da nação alemã. Numa das perspectivas, nascida após a Primeira Guerra Mundial, e muito em voga depois da Segunda Guerra Mundial, defende que o fracasso dos liberais alemães no Parlamento de Frankfurt ao um compromisso da burguesia com os conservadores (em particular os proprietários conservadores Junker), o qual deu origem ao chamado Sonderweg (caminho distinto ou especial) do século XX da história alemã. O fracasso em atingir a unificação em 1848, segundo este argumento, resultou na formação dos estados-nação em 1871, os quais, por seu lado, atrasaram o desenvolvimento de valores nacionais positivos. Hitler apelava, constantemente, ao sacrifício do povo alemão pela causa da sua grande nação, mas este regime não criou o nacionalismo germânico: apenas tirou proveito dos valores culturais intrínsecos da sociedade alemã que se mantêm actualmente. Além disso, este argumento reitera o "fracasso" de 1848 aos ansiosos desejos aristocráticos latentes entre a classe média alemã; consequentemente, esse grupo nunca desenvolveu um programa autoconsciente de modernização.
Historiadores mais recentes rejeitaram esta ideia, alegando que a Alemanha não tinha, efectivamente, um "caminho distinto" diferente de outra nação. Este conceito era designado por  excepcionalismo. Em vez disso, os acadêmicos modernos defendem que 1848 assistiu a conquistas específicas pelos políticos liberais. Muitas das suas ideias e programas foram, mais tarde, incorporados nos programas sociais de  Bismarck (p. ex.: segurança social, programas de educação, e uma definição mais alargada de sufrágio). Há a acrescentar que a noção de caminho distinto tem por base a aceitação de que o caminho de outra nação (neste caso, o do Reino Unido), é a norma aceite. Este novo argumento acrescenta um desafio às normas do modelo central de desenvolvimento britânico: os estudos sobre o desenvolvimento nacional no Reino Unido, e outros estados ditos "normais", (p. ex.: a França ou os Estados Unidos), sugerem que, mesmo nestes casos, o moderno estado-nação não se desenvolveu de forma homogênea; e nem se desenvolveu de forma prematura, sendo mais um fenômeno de meados do século XIX. A partir do final da década de 1990, esta visão passou a ser aceite de modo abrangente, embora alguns historiadores continuem a achar que a análise do Sonderweg ajuda a compreender o período do Nacional-Socialismo.

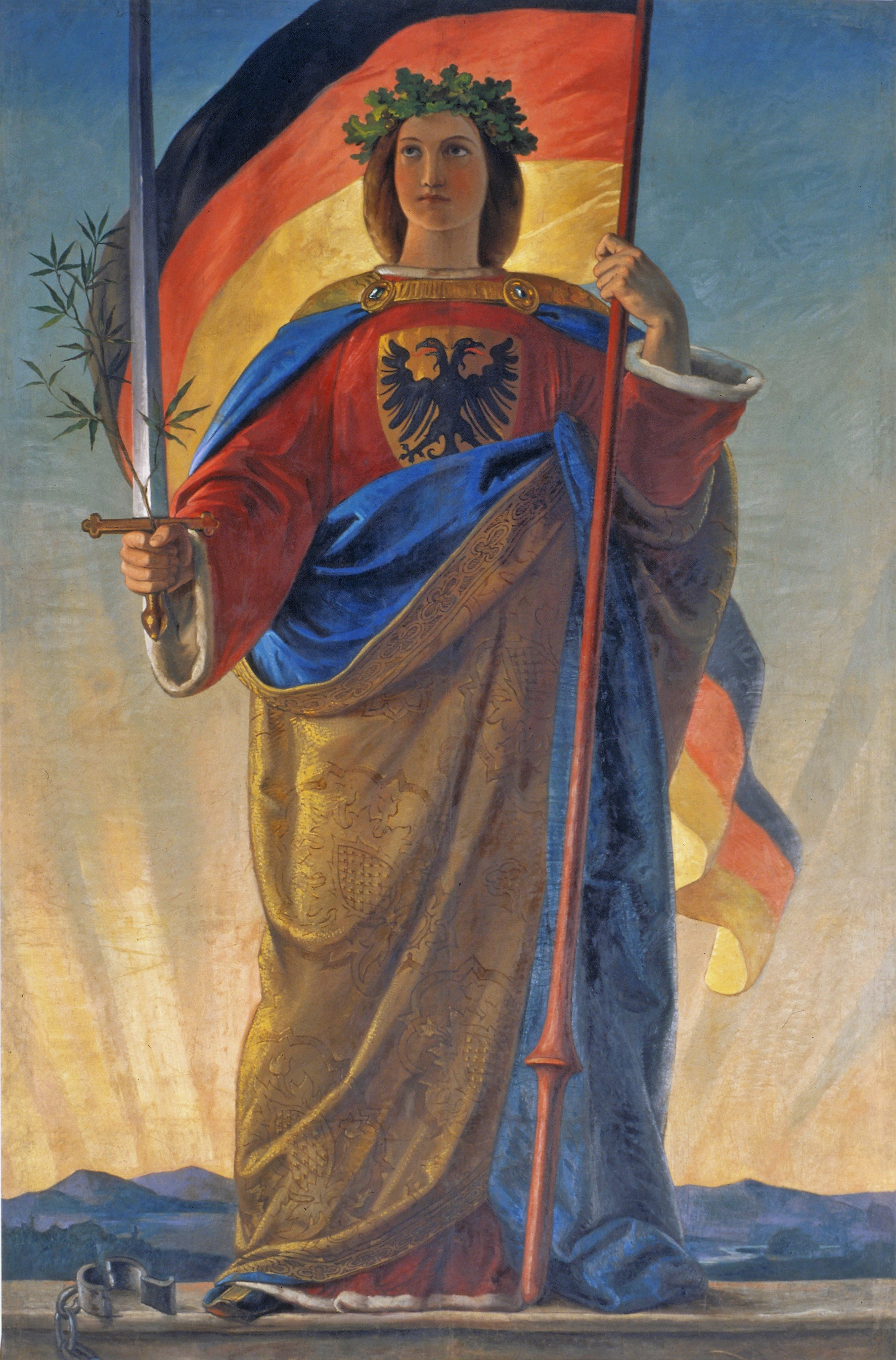
Esta ilustração da Germania, também da autoria de Philipp Veit, foi criada para esconder o órgão da Igreja de S. Paulo em Frankfurt, durante a reunião do Parlamento (março de 1848–49). A espada simboliza a Palavra de Deus e marca a renovação das pessoas e do seu espírito triunfador

### Problema das esferas de influência: a União de Erfurt e o Acordo de Olmütz
Depois do fim do Parlamento de Frankfurt, Frederico Guilherme IV, sob a influência do general Joseph Maria von Radowitz, apoiou a criação da União de Erfurt — uma federação de estados germânicos, excepto a Áustria — com o livre acordo dos príncipes alemães. Esta união limitada, sob o controlo do Reino da Prússia, terá eliminado, quase na sua totalidade, a influência austríaca sobre os outros estados germânicos. A pressão diplomática conjunta do Império Austríaco e do Império Russo(um garante dos acordos de 1815 que estabeleceram as esferas de influência europeia) forçou a Prússia a abandonar a ideia da União de Erfurt, numa reunião realizada na pequena cidade de Olmütz, na Morávia. Em novembro de 1850, os prussianos — em particular, Radowitz e Frederico Guilherme — acordaram na restauração da Confederação Germânica sob a liderança austríaca, naquele que ficou conhecido como o Acordo de Olmütz (Olmützer Punktation) mas, entre os prussianos, era designado por "A Humilhação de Olmütz".
Embora de pequena dimensão, a proposta de União de Erfurt e o Acordo de Olmütz, chamaram à atenção para os problemas de influência nos estados germânicos. A questão tornou-se, não uma questão de "se", mas sim de "quando" iria ocorrer a unificação, e "quando" era dependente da força . Um dos ex-membros do Parlamento de Frankfurt, Johann Gustav Droysen, resumiu o problema da seguinte forma:

Não podemos ocultar o facto de que toda a questão alemã é uma simples alternativa entre a Prússia e a Áustria. Nestes estados, a vida alemã tinha os seus lados positivos e negativos — no primeiro caso, todos os interesses nacionais e reformistas; no segundo, todos os de natureza dinástica e destrutivos. A questão alemã não é uma questão constitucional, mas sim uma questão de poder; e a monarquia prussiana é agora inteiramente alemã, enquanto a da Áustria não o pode ser.

A unificação sob estas condições levantava um problema diplomático simples. A possibilidade da unificação alemã (ou italiana) passaria por cima do sistema de esferas de influência criado em 1815 no Congresso de Viena. Os principais mentores desta convenção, Metternich, Castlereagh e o czer Alexandre I (com o secretário das relações exteriores,conde Karl Nesselrode), conceberam, e organizaram, uma Europa equilibrada entre quatro  "grandes potências": Grã-Bretanha, França, Rússia e Áustria, com dada uma delas a deter uma esfera de influência geográfica. A da França incluía a Península Ibérica e estados italianos; a da Rússia, abrangia as regiões a leste da Europa Central e nos Balcãs; em relação à da Áustria, esta estendia-se por uma vasta área d da Europa Central, anteriormente detida pelo Sacro Império Romano-Germânico; a da Grã-Bretanha compreendia o resto do mundo, em especial os mares.
Este sistema de influências dependia da fragmentação dos estados alemães e italianos, e não da sua consolidação. Consequentemente, uma nação germânica unida sob uma bandeira, criava um problema. Não havia uma definição clara sob quem ficariam os alemães, ou qual a extensão da das fronteiras da nação germânica. Havia, também, a dúvida sobre quem seria o melhor líder da Alemanha, e o seu melhor defensor. Diferentes grupos apresentavam diferente soluções a este problema. Na Pequena Solução Alemã (Kleindeutsche Lösung), os estados germânicos ficariam unidos sob a liderança dos Hohenzollern; na Grande Solução Alemã (Grossdeutschland Lösung), os estados germânicos seriam unidos tendo por líder os Habsburgos. Esta controvérsia, a última fase do debate sobre o dualismo alemão, que tinha dominado os políticos dos estados alemães e da diplomacia austro-prussiana desde a criação, em 1701, do Reino da Prússia, voltaria a ser retomada durante os vinte anos seguintes.

### Expectativas externas de uma Alemanha unificada
Outros nacionalistas tinham grandes expectativas para um movimento de unificação da Alemanha, e a frustração de tal ainda não ter acontecido depois de 1850, parecia deixar para trás o movimento. Os revolucionários associavam a unificação nacional ao progresso. Como Giuseppe Garibaldi escreveu ao revolucionário alemão Karl Blind, a 10 de abril de 1865, "O progresso da humanidade aparenta ter chegado a um beco sem saída, e você, com a sua superior inteligência, saberá o porquê. A razão é porque o mundo não tem uma nação que possua uma verdadeira liderança. Tal liderança, claro, é necessária, não para dominar outros povos, mas para os conduzir pelo caminho do dever, para os levar a uma irmandade de nações onde todas as barreiras erigidas pelo egoísmo serão destruídas." Garibaldi olhou para a Alemanha como "o tipo de liderança que, na verdadeira tradição da cavalaria medieval, se dedicaria a corrigir os erros, apoiar os fracos, sacrificando os ganhos do momento e as vantagens materiais, pelas conquistas mais satisfatórias de aliviar a dor dos nossos companheiros. Precisamos de uma nação suficientemente corajosa que nos leve nesta direcção. Conseguiria reunir à sua causa todos aqueles que estão a sofrer, ou aqueles que ambicionam uma vida melhor, e ainda aqueles que se encontram, neste momento, a passar por uma opressão exterior."
A unificação alemã tem sido vista como um pré-requisito para a formação de uma federação europeia, a qual Giuseppe Mazzini e outros patriotas europeus promoveram durante mais de três décadas:
Na Primavera de 1834, quando se encontrava em Berna, Mazzini, e mais uma dúzia de refugiados da Itália, Polónia e Alemanha, criaram uma associação com o pomposo nome de Jovem Europa. A sua ideia base, também ela grandiosa, era que, tal como a Revolução Francesa de 1789 tinha alargado o conceito de liberdade individual, seria necessária outra revolução para a liberdade nacional; e a sua visão ia, ainda, mais longe, porque ele tinha esperança de que, no futuro muito distante, as nações juntar-se-iam para dar origem a uma Europa federal livre, com uma forma de assembleia federal para regulamentar os seus interesses comuns. [ — ] A sua intenção era derrubar o estabelecimento europeu acordado em 1815 pelo Congresso de Viena, que tinha restabelecido uma hegemonia opressiva constituída por poucas grandes potências, e que impedia o surgimento nações de pequena dimensão. [ — ] Mazzini esperava, mas sem muita convicção, que a sua visão de uma liga ou sociedade de nações independentes seria criada ainda durante a sua vida. Na prática, à Jovem Europa faltava-lhe o dinheiro e o apoio popular para uma existência de curta duração. Ainda assim, manteve-se sempre fiel ao ideal de um continente unido para o qual a formação de nações individuais seria um requisito indispensável.

### A força crescente da Prússia: aRealpolitik

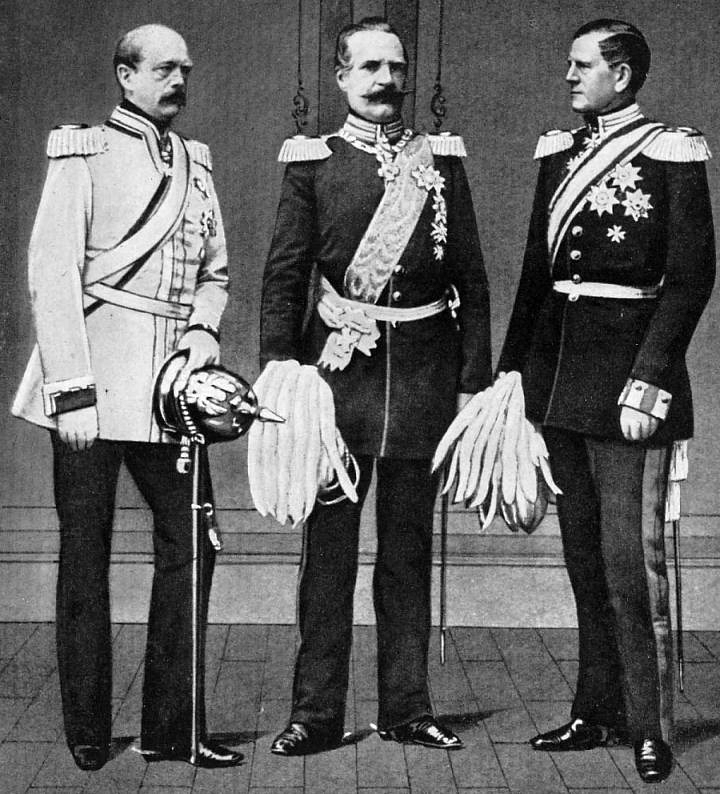
A convergência da liderança na política e na diplomacia por Bismarck (à esquerda), reorganização do exército e das suas técnicas de treino por Albrecht von Roon (ao centro), e do redesenho dos princípios operacionais e estratégicos por Helmuth von Moltke (à direita) colocaram a Prússia entre os estados mais poderosos da Europa, depois da década de 1860

Em 1857, o rei Frederico Guilherme IV da Prússia sofreu uma apoplexia e deixou de poder governar. O seu irmão Guilherme tornou-se o príncipe regente do Reino da Prússia em 1858. Entretanto, Helmuth von Moltke foi nomeado chefe do Estado-Maior da Prússia in 1857, e Albrecht von Roon tornar-se-ia ministro da Guerra da Prússia em 1859. Esta mudanças repentinas de autoridade no interior do sistema militar da Prússia teriam importantes consequências. Von Roon e Guilherme (que tinha um especial interesse nas estruturas militares) deram início a uma reorganização no exército prussiano, enquanto Moltke redesenhou a defesa estratégica da Prússia racionalizando o comando operacional. As reformas do exército prussiano (em especial, como lhes pagar) provocaram uma crise constitucional em 1860, pois tanto o parlamento como Guilherme — através do seu ministro de Guerra — queriam ter o controlo do orçamento militar. Guilherme, coroado rei Guilherme I em 1861, nomeou  Otto von Bismarck para ministro-presidente da Prússia em 1862. Bismarck solucionou a crise em favor do ministro da Guerra.
A Guerra da Crimeia (1854–55) e a Guerra italiana de 1859 acabaram com as relações entre a Grã-Bretanha, a França, a Áustria e a Rússia. No rescaldo destes conflitos, a convergência do redesenho operacional de von Moltke, da reestruturação militar de von Roon e Wilhelm, e da diplomacia de Bismarck, influenciou o realinhamento do balanço de poder da Europa. Os seus objectivos conjuntos estabeleceram o Reino da Prússia como a potência liderante da Alemanha através de uma combinação de triunfos diplomáticos  externos — apoiados pela possível utilização da força militar da Prússia —, e de um conservadorismo interno moderado pelo pragmatismo, que ficou conhecido como Realpolitik.
Bismarck exprimiu a essência da Realpolitik no seu discurso Sangue e Ferro, realizado durante a Comissão do Orçamento na Câmara de Deputados da Prússia, no dia 30 de setembro de 1862, pouco tempo depois de ter sido nomeado ministro-presidente: "As grandes questões deste tempo não serão solucionadas por discursos e decisões por maioria — esse foi o grande erro de 1848 1849 — mas pelo ferro e pelo sangue." As palavras de Bismarck "ferro e sangue" (ou "sangue e aço", como muitos vezes afirmado), têm sido interpretadas, de forma equivocada, como uma evidência da procura alemã pelo sangue e pelo poder. Primeiro, a frase do seu discurso, "As grandes questões deste tempo não serão solucionadas por discursos e decisões por maioria", é interpretada como um repúdio do processo político — um repúdio que o próprio Bismarck não defendia. Segundo, a sua ênfase em ferro e sangue não significava simplesmente a força militar sem rival detida pelo exército da Prússia, mas sim dois aspectos mais importantes: a capacidade dos diferentes estados alemães de produzir ferro, e outros materiais bélicos relacionados, juntamente com a vontade de utilizar este material, se necessário.

## Fundação de um estado unificado
Não há, na geografia política, uma peculiaridade alemã que se distinga. Há reinos e grão-ducados, e ducados e principados, habitados por Alemães, e cada um deles governado por um soberano independente, com toda a máquina do Estado. Mesmo assim, existe uma tendência natural para um sentimento nacional, e em direcção a uma união dos alemães numa grande nação, governada por uma cabeça comum como uma unidade nacional.
A necessidade de ferro e sangue depressa se tornou perceptível. Em 1862, quando Bismarck proferiu o seu discurso, a ideia de um estado-nação alemão no contexto do espírito pacífico do pangermanismo, viu a sua natureza liberal e democrática de 1848 ser alterada para acomodar a mais conservadora Realpolitik de Bismark. Sempre pragmático, Bismarck apercebeu-se das possibilidades, dos obstáculos, de um estado unificado. Também se deu conta da importância de criar uma ligação daquele estado à dinastia Hohenzollern, a qual, para alguns historiadores, foi uma das maiores contribuições de Bismarck para a formação do Império Alemão em 1871. Enquanto as condições dos tratados que uniam os diferentes estados alemães proibiam Bismarck de tomar qualquer acção unilateral, os seus políticos e diplomatas tomaram consciência da impossibilidade de o fazer. Para unir os estados alemães, Bismarck precisava que apenas um inimigo, externo, declarasse guerra a um dos estados, provocando, assim, um casus belli que reunisse todos os alemães. A oportunidade surgiu com o início da Guerra Franco-Prussiana em 1870. Os historiadores têm debatido sobre qual o papel de Bismarck nos eventos que levaram à guerra. Na perspectiva tradicional, datada do final do século XIX, princípio do XX, os acadêmicos pró-Rússia são da opinião de que a intenção de Bismarck era a unificação alemã. Os historiadores do pós-Segunda Guerra Mundial, contudo, veem a manipulação oportunista e cínica de Bismarck as circunstâncias que levaram à guerra, e não um esquema para unificar um estado-nação. Independentemente das duas perspectivas, Bismarck não era nem santo, nem vilão: ao manipular os eventos de 1866-1870, demonstrou as capacidades políticas e diplomáticas que o levaram a ser escolhido por Guilherme em 1862.

De norte para o sul: a parte dinamarquesa da Jutlândia, em cor de terra; Schleswig, a vermelho e castanho; e o Holstein, a amarelo

Três acontecimentos foram fundamentais para a unificação política e administrativa da Alemanha. O primeiro, a morte de Frederico VII da Dinamarca, sem sucessores masculinos, deu origem à Segunda Guerra do Schleswig em 1864. O segundo, a Unificação da Itália, forneceu à Prússia um aliado contra a Áustria, na Guerra Austro-Prussiana de 1866. Por fim, a França — temendo um cerco dos Hohenzollern — declarou guerra à Prússia em 1870, dando origem à Guerra Franco-Prussiana. Através da liderança diplomática e política de Bismarck, a reorganização militar de von Roon, e a estratégia militar de von Moltke, a Prússia demonstrou que nenhum dos signatários europeus do tratado de paz de 1815 podia garantir a esfera de influências da Áustria na Europa Central,  conseguindo assim a hegemonia da Prússia sobre a Alemanha e colocando um ponto final no debate sobre o dualismo.

### A Questão de Schleswig-Holstein
O primeiro episódio do processo de unificação alemã, sob a liderança de Bismarck, deu-se com a questão de Schleswig-Holstein. A 15 de novembro de 1863, Cristiano tornou-se rei da Dinamarca e duque de Schleswig-Holstein. A 18 de Novembro de 1863, assinou a Constituição dinamarquesa e declarou como fazendo parte da Dinamarca  o ducado de Schleswig. A Confederação Germânica viu este acto como uma violação do Protocolo de Londres de 1852, que salientava o estatuto do Reino da Dinamarca como independente dos ducados de Schleswig e Holstein. Os cidadãos de Schleswig e Holstein, além disso, viam com bons olhos esta separação de estatuto. A Confederação Germânica podia utilizar as diferentes etnias desses ducados como razão para reunir os seus cidadãos: grande parte de Schleswig e Holstein era de origem alemã, e falavam alemão do seu dia a dia (embora Schleswig tivesse uma pequena minoria dinamarquesa). Os esforços diplomáticos para revogar a Constituição de Novembro falharam, dando início a confrontos quando as tropas austríacas e prussianas atravessaram a fronteira em Schleswig, a 1 de fevereiro de 1864. Inicialmente, os dinamarqueses tentaram defender o seu país utilizando uma antiga muralha de terra chamada de Danevirke, mas sem qualquer êxito. Os dinamarqueses não estavam à altura das forças conjuntas da Áustria e da Prússia, e não podiam contar com os seus aliados dos outros países escandinavos, pois a Dinamarca tinha tornado nulas as alianças ao violar o Protocolo de Londres. A Needle Gun, uma das primeiras ações de ferrolho a serem utilizadas num conflito, ajudou os prussianos tanto nesta guerra, como na austro-prussiana, dois anos mais tarde. O fuzil permitia a um soldado prussiano disparar cinco tiros, na posição de deitado, enquanto armas de carregar pelo cano, dos seus adversários, efectuavam, apenas um disparo e tinham que voltar a carregar estando em pé. A Segunda Guerra do Schleswig resultou numa vitória para as forças combinadas da Prússia e Áustria, e os dois países tomaram o controlo de Schleswig e Holstein, confirmado na paz de Viena, assinado no dia 30 de outubro de 1864.

### Guerra entre a Áustria e a Prússia, 1866

Situação no início da guerra
Prússia
Áustria
Aliados da Áustria
Aliados da Prússia
Neutros
Sob administração conjunta (Schleswig-Holstein)

O segundo acontecimento marcante dos esforços de unificação de Bismarck, teve lugar em 1866. Em concertação com a recém-formada Itália, Bismarck criou um ambiente diplomático no qual a Áustria declarou guerra à Prússia. Os principais acontecimentos dramáticos que antecederam a guerra ocorreram em Frankfurt, onde as duas potências reclamaram para si o direito de falar por todos os estados alemães no parlamento. Em abril de 1866, o representante da Prússia em Florença assinou um acordo secreto com o governo italiano, em que cada estado apoiava o outro numa guerra contra a Áustria. No dia seguinte, o delegado da Prússia na assembleia de Frankfurt apresentou um plano para o estabelecimento de uma constituição nacional, uma Dieta nacional eleita directamente, e um sufrágio universal. Os liberais alemães estavam cépticos com o plano, depois de terem assistido à relação difícil e ambígua com o Landtag (Parlamento de Estado) da Prússia, um relacionamento caracterizado pela bajulação e espezinhamento dos representativos. Aqueles cépticos viam a proposta com um estratagema para aumentar o poder da Prússia, e não como uma agenda progressista de reforma.

#### Escolhendo os lados
O debate sobre a proposta da constituição nacional tornou-se inviável quando notícias dos movimentos das tropas italianas, junto do Tirol e da fronteira veneziana, chegaram a Viena em abril de 1866. O governo austríaco ordenou a mobilização parcial nas regiões a sul; os italianos responderam com uma mobilização total. Apesar dos apelos ao bom senso, a Itália, a Prússia e a Áustria continuaram as suas operações de preparação para um conflito armado. A 1 de maio, Guilherme entregou a Moltke o comando das forças armadas da Prússia e, no dia seguinte, começou uma mobilização em larga escala.
Na Dieta, os grupos de estado de média dimensão, os Mittelstaaten (Baviera, Vurtemberga, os grão-ducados de Baden e Hesse, e os ducados de Saxe-Weimar, Saxe-Meiningen, Saxe-Coburgo-Gota e Nassau), apoiaram a mobilização no interior da confederação. Estes governos individuais rejeitaram as promessas e ameaças subtis que Bismarck usou para tentar obter o seu apoio contra os Habsburgos. O Gabinete de Guerra da Prússia aperceberam-se de que os únicos apoiantes entre os estados alemães contra os Habsburgos eram dois pequenos principados fronteiros a Brandemburgo, cuja força militar e política era diminuta: os Grão-ducados de Grão-Ducado de Mecklemburgo-Schwerin e Mecklemburgo-Strelitz. Também compreenderam que o único aliado externo da Prússia era a Itália.
A oposição às fortes tácticas armadas da Prússia, estendia-se a outros grupos sociais e políticos. Ao longo dos estados alemães, câmaras municipais, deputados liberais que apoiavam um estado unificado, e câmaras de comércio — que viam grandes vantagens na unificação — opunham-se à guerra entre a Prússia e a Áustria. Eles acreditavam que qualquer conflito sé serviria aos interesses das dinastias reais. Os seus próprios interesses, que eles viam como "civis" ou "burgueses", pareciam irrelevantes. A opinião pública também era contra o domínio da Prússia. A população católica ao longo do Reno — em particular nas regiões mais cosmopolitas como Colônia, e nas densamente povoadas como o vale do Ruhr — continuaram a apoiar a Áustria. No final da Primavera, os estados mais importantes opuseram-se aos esforços de Berlim em reorganizar os estados alemães pela força. O gabinete prussiano a unidade alemã como uma questão de poder, e uma interrogação sobre quem teria a força e a vontade para assumir aquele poder. Entretanto, os liberais na assembleia de Frankfurt viam a união alemã como um processo de negociação que levaria à distribuição de poder entre muitas partes.

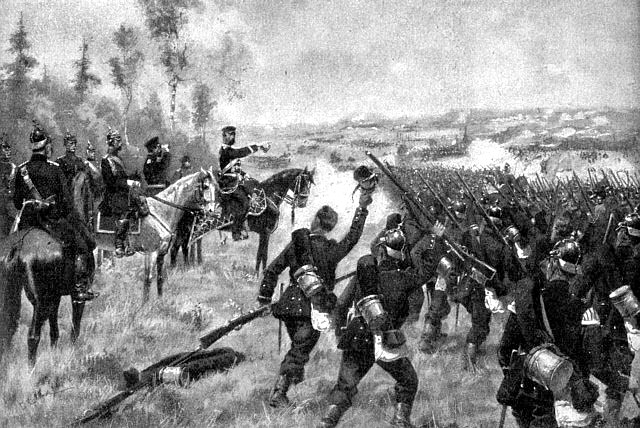
O príncipe Frederico Carlos da Prússia dá ordem de ataque às suas tropas eufóricas, na Batalha de Königgrätz. O príncipe, e as suas tropas, chegaram atrasados, e ao local errado, mas quando chegou, deu de imediato ordens aos seus homens para entrarem em combate. Esta batalha decisiva, que os prussianos ganharam, forçou os Habsburgos a terminar a guerra, e lançou a primeira pedra para a solução Pequena Alemanha, ou Alemanha sem a Áustria

#### A Áustria isolada
Embora, inicialmente, alguns estados alemães se tenham posicionado do lado austríaco, ficaram na defensiva e não chegaram a fazer frente às tropas da Prússia. Assim, o exército austríaco acabou por ficar frente-a-frente a um exército tecnologicamente mais avançado, apenas com o apoio da Saxônia. A França prometeu ajuda, mas chegou tarde e não era suficiente. Para complicar ainda mais a situação à Áustria, a mobilização das tropas italianas junto à sua fronteira sul, obrigou a uma separação das forças em combate com a Prússia, para lutar na Terceira Guerra da Independência da Itália, numa segunda frente na região do Véneto, e no mar Adriático. A Batalha de Königgrätz, perto da localidade de Sadová, deu à Prússia uma incontestada e decisiva vitória.

### ARealpolitike a Confederação da Alemanha do Norte
Uma rápida paz era essencial para manter a Rússia fora do conflito do lado da Áustria. A Prússia anexou Hanôver, Hesse-Cassel, Nassau, e a cidade de Frankfurt. Hesse Darmstadt perdeu algum território, mas não a sua soberania. Os estados a sul do rio Meno (Baden, Vurtemberga e Baviera) assinaram tratados em separado, que os obrigava a pagar indemnizações, e a formar alianças que os levavam a ficar debaixo da esfera de influências da Prússia. A Áustria, e muitos dos seus aliados, foram excluídos da Confederação da Alemanha do Norte.
O fim do domínio austríaco dos estados alemães alterou o foco de atenção da Áustria para os Balcãs. Em 1867, o imperador austríaco Francisco José aceitou um acordo (o Compromisso austro-húngaro de 1867) pelo qual ele atribuía aos seus territórios húngaros o mesmo estatuto que os domínios austríacos, criando, assim, a dupla monarquia da Áustria-Hungria. A Paz de Praga (1866) ofereceu à Áustria uns termos moderados, pelos quais o relacionamento desta com o novo estado-nação da Itália, passaria por grandes reestruturações; embora os austríacos fossem muito mais bem sucedidos no campo militar, contra as tropas italianas, a monarquia perdeu a importante província da Lombardia-Venécia. Os Habsburgos cederam a Venécia à França, a qual transferiu o controlo formal para Itália. Os franceses ficaram ressentidos pela vitória da Prússia e exigiram Revanche pour Sadová ("Vingança para Sadova"), demonstrando, deste modo, o sentimento anti-prussiano na França — um problema que aumentaria de tom nos meses que antecederam a Guerra franco-prussiana. A guerra entre a Prússia e a França também veio deteriorar as relações com o governo francês. Numa reunião em Biarritz, em setembro de 1865, com Napoleão III, Bismarck percebeu (ou, pelo menos, Napoleão pensou que ele tinha compreendido) que a França poderia anexar parte da Bélgica e do Luxemburgo em troca da sua neutralidade na guerra. Estas anexações não chegaram a acontecer, resultando numa animosidade de Napoleão em relação a Bismarck.
A derrota da Áustria teve por consequência uma reavaliação das divisões internas, autonomia local, e liberalismo. A nova Confederação da Alemanha do Norte tinha a sua própria constituição, bandeira, e estruturas governamentais e administrativas. Através da vitória militar, a Prússia de Bismarck sobrepôs-se à resistência activa da Áustria em relação à ideia de uma Alemanha unificada. A influência da Áustria sobre os estados alemães pode ter sido quebrada, mas a guerra também dividiu o espírito da união pan-germânica: muitos dos estados alemães eram contra o poder político da Prússia.

## Guerra com a França
Em 1870, três das lições aprendidas durante a guerra austro-prussiana, tornaram-se realidade. A primeira delas era que, através da utilização da força das armas, um estado poderoso podia fazer frente às velhas alianças e esferas de influência estabelecidas em 1815. A segunda lição, ensinava que as manobras diplomáticas utilizadas por um líder capaz, podiam criar um ambiente pelo qual um estado rival podia declarar guerra primeiro, forçando, assim, os estados aliados da "vítima" a virem em auxílio do líder. Por fim, como a capacidade militar da Prússia excedia em muito a da Áustria, aquela era o único estado no interior da Confederação (ou entre os estados alemães, genericamente) com capacidade de proteger todos os restantes de potenciais ameaças ou agressões. Em 1866, muitos dos estados alemães de tamanho médio tinham se oposto à Prússia, mas, em 1870, estes estados foram coagidos a formar alianças mutuamente protectoras com a Prússia. Caso um estado Europeu declarasse guerra a um dos seus membros, todos viriam em defesa do estado ameaçado. Com uma cuidada manipulação das políticas europeias, Bismarck criou uma situação pela qual a França faria o papel de agressora dos assuntos alemães, enquanto a Prússia seria protectora dos direitos e liberdades alemães.

### Queda das esferas de influência em Espanha
No Congresso de Viena em 1815,  Metternich, e os seus aliados conservadores, restabeleceram a monarquia em Espanha com Fernando VII. Nos quarenta anos seguintes, as grandes potências aceitaram a monarquia espanhola, mas, os acontecimentos de 1868 iriam testar o velho sistema. Uma revolução em Espanha derrubou a rainha Isabel II, e o trono ficou vazio enquanto Isabel fazia uma vida de luxo exilada em Paris. Os espanhóis, procurando um sucessor católico adequado, ofereceram o trono a três príncipes europeus, todos eles rejeitados por Napoleão III, que fazia o papel de intermediário regional. Por fim, em 1870, o lugar foi oferecido a Leopoldo de Hohenzollern-Sigmaringen, um príncipe católico da linhagem de Hohenzollern. A nomeação, recebida com entusiasmo, tem sido designada pelos historiadores como a Candidatura de Hohenzollern.
Nas semanas seguintes, aquela nomeação tornou-se no tema mais falado da Europa. Bismarck encorajou Leopoldo a aceitar a oferta. A subida ao trono de um rei Hohenzollern-Sigmaringen em Espanha significava que a França passava a ficar com dois países ambos com reis alemães, de descendência Hohenzollern. Se Bismarck ficou satisfeito com a situação, tal era inaceitável para Napoleão III ou para Agenor de Gramont, o seu ministro das Relações Exteriores. Gramont escreveu um breve e acutilante ultimato a Guilherme, chefe da família Hohenzollern, afirmando que, se o príncipe Leopoldo aceitasse a coroa de Espanha, o governo francês reagiria — no entanto, a resposta não indicava, de forma clara, a forma de reacção. O príncipe retirou a sua candidatura, o que acalmou a crise, mas o embaixador francês em Berlim não deixou o assunto morrer. Foi ter directamente com o rei prussiano, enquanto Guilherme passava umas férias em Ems Spa, exigindo que o rei emitisse uma declaração onde constasse que ele nunca consentiria a subida ao trono de Espanha de um membro dos Hohenzollern. Guilherme recusou tal pedido, e enviou um despacho a Bismarck, por telegrama, com as exigências francesas. Bismarck utilizou o telegrama do rei, chamado de Despacho de Ems, como base para uma pequena declaração à imprensa. Com o texto alterado por Bismarck — e com outras alterações intermédias efectuadas no decurso da tradução para a agência francesa Havas — O Despacho de Ems criou uma onda de raiva na França. O público francês, ainda ressentido pela derrota em Sadová, exigiu a guerra.

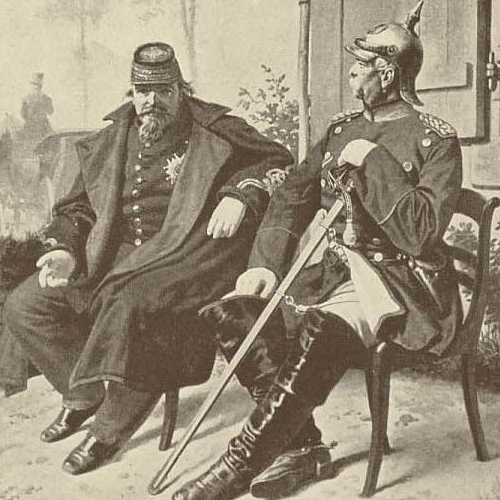
Imperador Napoleão III (esquerda) em Sedan, a 2 de Setembro de 1870, sentado ao lado do Chanceler da Prússia, Otto von Bismarck, com a espada da rendição de Napoleão. A derrota do exército francês desestabilizou o regime francês; uma revolução em Paris acabou por estabelecer a Terceira República Francesa, e a guerra continuou

### Operações militares
Napoleão III tentou assegurar compensações territoriais, de ambos os lados, antes e depois da Guerra Austro-prussiana, mas apesar do seu papel como mediador durante as negociações de paz, nada conseguiu no fim. Depois, pensou que a Áustria podia juntar-se à França numa guerra de vingança, e que os seus antigos aliados — em particular os estados alemães de Baden, Vurtemberga e Baviera — se juntariam à causa. Esta esperança provar-se-ia fútil, pois o tratado de 1866 entrou em vigor e uniu, militarmente, todos os estados alemães — os que estivessem descontentes — para lutar contra a França. Em alternativa a uma guerra de vingança contra a Prússia, apoiada por vários aliados alemães, a França entrou em guerra contra todos os estados alemães sem aliados próprios. A organização das forças militares por Roon, e a estratégia militar de Moltke, uniram-se, com grande efeito, contra a França. A velocidade da mobilização da Prússia surpreendeu os franceses, e a capacidade dos prussianos concentrarem as suas forças em posições específicas — reminiscências das estratégias de Napoleão Bonaparte, setenta anos antes —, ultrapassou a mobilização francesa. Utilizando de forma eficaz a rede de caminhos de ferro, as tropas da Prússia foram transferidas para as zonas de batalha descansadas e preparadas para o confronto, enquanto as tropas francesas tiveram de marchar distâncias muito consideráveis para lá chegar. Depois de várias batalhas, em particular as de Spicheren, Wörth, Mars la Tour e Gravelotte, as tropas da Prússia derrotaram os principais exércitos franceses, e avançaram para a cidade de Metz e para a capital francesa, Paris. Capturaram Napoleão III, e levaram todo o exército como prisioneiro, em Sedan, em 1 de setembro de 1870.

### Proclamação do Império Germânico
A humilhante captura do imperador francês, e a perda do próprio exército francês, que foi feito prisioneiro num campo improvisado em Saarland, atirou o governo francês para a confusão; os adversários de Napoleão derrubaram o seu governo e proclamaram a Terceira República. O Alto Comando Alemão esperava uma abertura para a paz pelos franceses, mas a nova república recusava-se a render. O exército da Prússia atacou Paris, e manteve-a debaixo de cerco até meados de Janeiro, com a cidade a ser "bombardeada inutilmente." A 8 de janeiro de 1871, os príncipes e os oficiais superiores alemães proclamaram Guilherme como "Imperador Alemão" na Galeria dos Espelhos do Palácio de Versalhes. Sob o subsequente Tratado de Frankfurt, a França renunciou às suas tradicionais regiões alemãs (Alsácia e a região de língua alemã da Lorena); pagou uma indemnização, calculada (com base na população) como o valor exacto da indemnização imposta por Napoleão Bonaparte à Prússia em 1807; e aceitou a administração alemã de Paris, e de grande parte da região norte da França, com "as tropas alemãs a saírem da região, gradualmente, à medida que a indemnização fosse sendo paga".

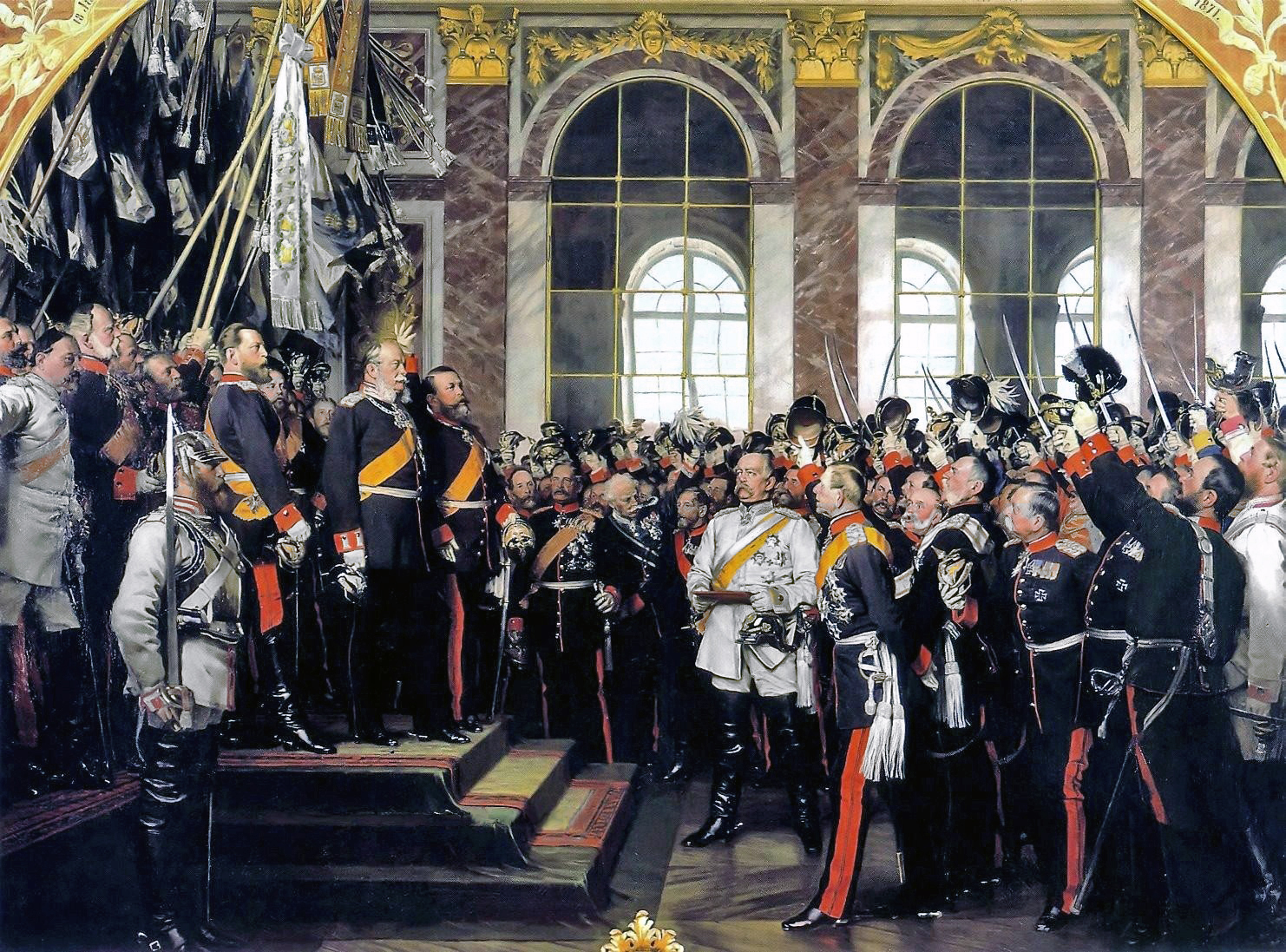
Galeria dos Espelhos do Palácio de Versalhes. Otto von Bismarck está vestido de branco. O Grão-duque de Baden está ao lado de Guilherme, à frente dos aplausos. O príncipe Frederico, mais tarde Frederico III, encontra-se do lado direito do seu pai. Pintura de Anton von Werner

### Factores importantes no processo de unificação
A vitória na Guerra Franco-Prussiana deu a conhecer o principal problema da questão nacionalista. Na primeira metade da década de 1860, tanto a Áustria como a Prússia reclamavam para si o direito de falar pelos estados alemães; ambos afirmavam poder defender os interesses alemães no exterior, e protegê-los internamente. Em resposta à Questão de Schleswig-Holstein, os dois demonstraram eficiência em fazê-lo. Depois da vitória sobre a Áustria em 1866, a Prússia começou a exercer a sua autoridade de falar pelos estados alemães, e de defender os interesses destes estados, enquanto a Áustria direccionava a sua atenção, cada vez mais, para os territórios dos Balcãs. A vitória sobre a França em 1871, expandiu a hegemonia da Prússia pelos estados alemães a um nível internacional. Com a proclamação de Guilherme como Kaiser, a Prússia assumiu a liderança do novo império. Os estados do sul tornaram-se, oficialmente, integrados numa Alemanha unificada no Tratado de Versalhes (assinado em 26 de Fevereiro de 1871; mais tarde ratificado pelo Tratado de Frankfurt de 10 de Maio de 1871), que, de forma formal, pôs um fim à guerra. Embora Bismarck tenha dirigido a transformação da Alemanha desde uma confederação desorganizada, até um estado-nação federal, não o fez sozinho. A unificação aconteceu através da construção de uma tradição de colaboração jurídica sob o Sacro Império Romano-Germânico, e de colaboração econômica pelo Zollverein. As dificuldades do Vormärz, o impacto dos liberais de 1848, a importância da reorganização militar de Roon, e o brilhantismo estratégico de Moltke, todos tiveram um papel importante na unificação política.

## Unificação política e administrativa
O novo Império Alemão incluía 25 estados, três dos quais cidades hanseáticas. Consistia na Pequena Solução Alemã (Kleindeutsche Lösung, com a exclusão da Áustria), em oposição à Grande Solução Alemã (Großdeutsche Lösung, com inclusão da Áustria). Unificar vários estados numa nação requeria mais do que algumas vitórias militares, no entanto, muitas delas poderão ter elevado o moral. Também era necessário repensar os comportamentos políticos, sociais e culturais, e os conceitos de "nós" e "eles". Quem eram os novos membros desta nação? O que é que eles representam? Como é que deviam estar organizados?

### Estados constituintes do Império
Embora, por vezes, caracterizada como federação de monarcas, o Império Alemão, estritamente falando, federava um grupo de estados.

Estados membros do Império Alemão (peach), com o Reino da Prússia (azul)

| Estado                                         | Estado                                         | Capital       |
| ---------------------------------------------- | ---------------------------------------------- | ------------- |
| Reinos (Königreiche)                           |                                                |               |
|                                                | Prússia (Preußen)                              | Berlim        |
|                                                | Baviera (Bayern)                               | Munique       |
|                                                | Saxónia (Sachsen)                              | Dresden       |
|                                                | Vurtemberga                                    | Estugarda     |
| Grão-ducados (Großherzogtümer)                 |                                                |               |
|                                                | Baden                                          | Karlsruhe     |
|                                                | Hesse (Hessen)                                 | Darmstadt     |
|                                                | Mecklemburgo-Schwerin                          | Schwerin      |
|                                                | Mecklemburgo-Strelitz                          | Neustrelitz   |
|                                                | Oldenburgo                                     | Oldemburgo    |
|                                                | Saxe-Weimar-Eisenach (Sachsen-Weimar-Eisenach) | Weimar        |
| Ducados (Herzogtümer)                          |                                                |               |
|                                                | Anhalt                                         | Dessau        |
|                                                | Brunsvique (Braunschweig)                      | Braunschweig  |
|                                                | Saxe-Altemburgo (Sachsen-Altenburg)            | Altemburgo    |
|                                                | Saxe-Coburgo-Gota (Sachsen-Coburg und Gotha)   | Coburgo       |
|                                                | Saxe-Meiningen (Sachsen-Meiningen)             | Meiningen     |
| Principado (Fürstentümer)                      |                                                |               |
|                                                | Lippe                                          | Detmold       |
|                                                | Reuss-Gera (Junior Line)                       | Gera          |
|                                                | Reuss-Greiz (Senior Line)                      | Greiz         |
|                                                | Schaumburg-Lippe                               | Buckeburgo    |
|                                                | Schwarzburg-Rudolstadt                         | Rudolstadt    |
|                                                | Schwarzburg-Sondershausen                      | Sondershausen |
|                                                | Waldeck-Pyrmont                                | Arolsen       |
| Cidades livres Hanseáticas (Freie Hansestädte) |                                                |               |
|                                                | Bremen                                         |               |
|                                                | Hamburgo                                       |               |
|                                                | Lübeck                                         |               |
| Território Imperial (Reichsland)               |                                                |               |
|                                                | Alsácia-Lorena (Elsass-Lothringen)             | Straßburg     |

### Estrutura política do Império
A Constituição da Confederação da Alemanha do Norte de 1866, tornou-se (com algumas alterações textuais) a Constituição do Império Alemão de 1871. Com esta constituição, a nova Alemanha adquiria algumas características de natureza democrática: a Dieta Imperial, a qual — em contraste com o parlamento da Prússia — atribuía aos cidadãos representação com base em eleições de sufrágio directo e universal, de todos os homens a partir dos 25 anos de idade. Além disso, as eleições decorreram sem confusão, gerando orgulho no parlamento nacional. Contudo, a legislação precisava da autorização do Bundesrat, o conselho federal de deputados dos estados, no qual, e sobre o qual, a Prússia tinha uma forte influência. Assim, a Prússia exercia a sua influência em ambas as instituições, e com o poder executivo atribuído pelo rei como Kaiser, que nomeou o chanceler federal; este, respondia apenas ao Imperador, e estava somente ao seu serviço. Oficialmente, o chanceler funcionava como "um gabinete de um só elemento", e era responsável pela gestão das questões de todos os estados; na prática, os Secretários de Estado (elementos do topo da governação responsáveis pelas finanças, guerra, relações externas, entre outras) agiam como ministros não oficiais. À excepção dos períodos de 1872–1873 e 1892–1894, to chanceler imperial foi, em simultâneo, o primeiro-ministro da Prússia. A Dieta Imperial tinha o poder de aprovar, alterar ou vetar os projectos de lei, mas não podia legislar (o poder legislativo era da responsabilidade do chanceler). Os outros estados permaneceram com os seus próprios governos, mas as forças armadas dos pequenos estados ficaram sob o comando da Prússia. As forças militares dos grandes estados (como as da Baviera e da Saxônia) mantiveram alguma autonomia, mas passaram por grandes reformas para ficarem de acordo com os princípios militares da Prússia, e ficariam sob o controlo do governo federal em tempo de guerra.

### Argumentos históricos e a anatomia social do Império

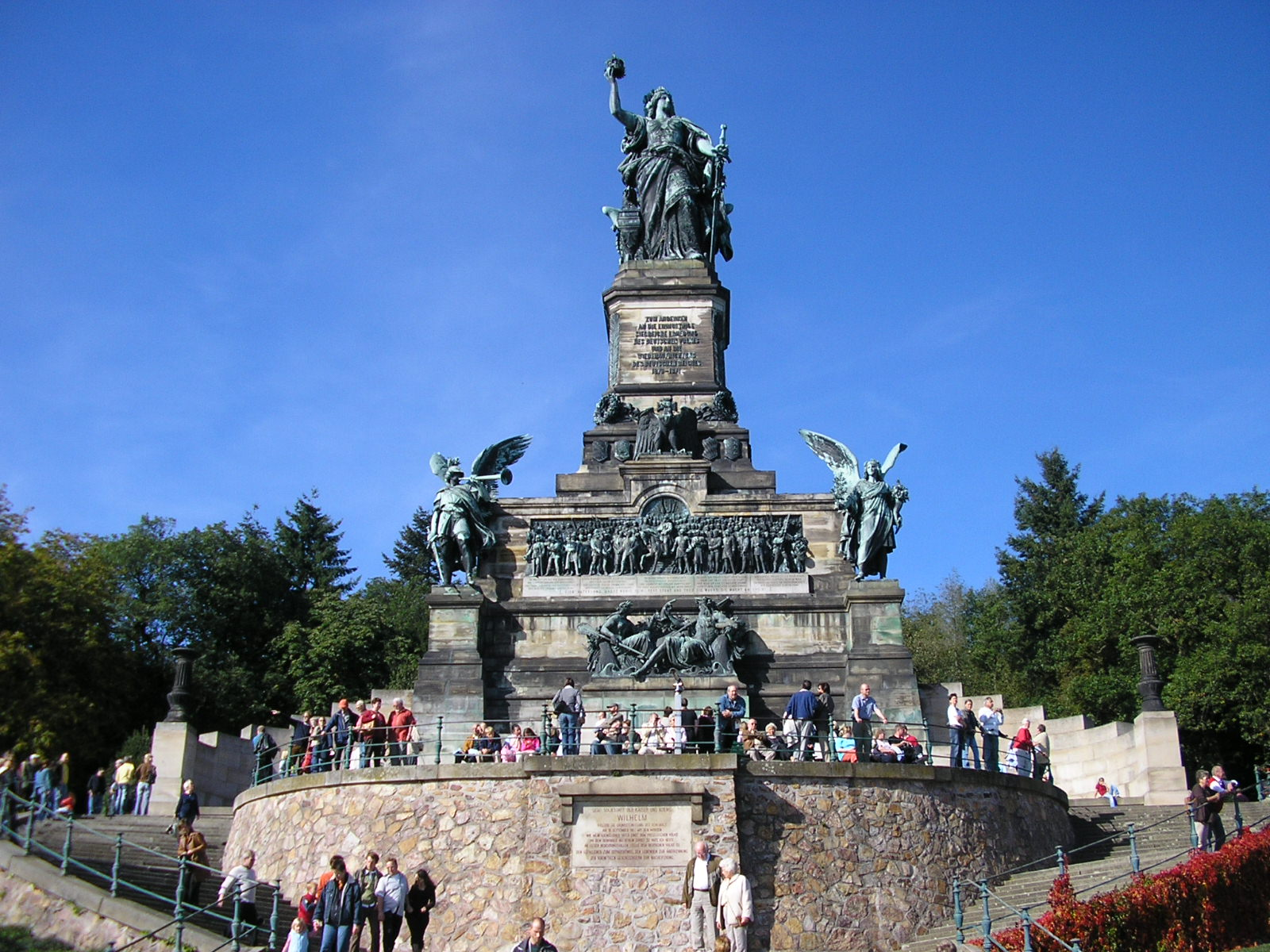
Germania, também designada por Monumento Niederwald, foi erigida em 1877–83, em Rüdesheim

A hipótese de Sonderweg atribuiu o difícil século XX da Alemanha às fracas bases políticas, legais e econômicas do novo Império. A elite prussiana, os Junker, ficaram com uma parte substancial do poder político no estado unificado. O Sonderweg atribuía este poder à ausência de uma capacidade de revolta da classe média, ou dos camponeses, em combinação com os trabalhadores urbanos, em 1848 e, de novo, em 1871. Pesquisas recentes ao papel da Grande Burguesia na construção do novo estado, refutaram o alegado domínio político e econômico dos Junkers como grupo social. Este novo pensamento acadêmico demonstrou a importância das classes mercantes das cidades hanseáticas, e da liderança industrial (esta última particularmente importantes na região da Renânia), no desenvolvimento do Segundo Império.
Estudos adicionais de diferentes grupos da Alemanha de Guilherme, contribuíram para uma nova visão do período. Apesar de os Junkers tivessem continuado a controlar  os corpos militares, não dominavam os assuntos sociais, políticos e económicos como os teóricos de Sonderweg propunham. O poder dos Junker orientais eram contra-balançados pelas províncias ocidentais na forma de Grande Burguesia — que incluía banqueiros, mercadores e industriais —, e, nas crescentes classes profissionais dos burocratas, professores, médicos, advogados, cientistas, etc. Consequentemente, embora a tese de Sonderweg continuasse a ser útil para explicar a experiência alemã com o Nacional-Socialismo, já não domina os estudos da Europa Central no século XIX. Em vez disso, os historiadores começaram a descrever como é que as políticas conservadores como as de Bismarck, absorveram, ou apropriaram-se de muitos dos elementos dos revolucionários liberais dos anos 1840, e dos socialistas na década de 1860 e seguintes: a política imperial reflectia uma abordagem cautelosa, mas pragmática, aos problemas sociais, políticos e econômicos. Em particular, os valores predominantemente conservadores de Bismarck "ecoavam" o conservadorismo clássico de Edmund Burke: a crença de que membros específicos de uma sociedade estão, naturalmente, melhor preparados para liderar, e que estes indivíduos têm origem nos estratos mais ricos e elitistas.

## Para além do mecanismo político: formando uma nação

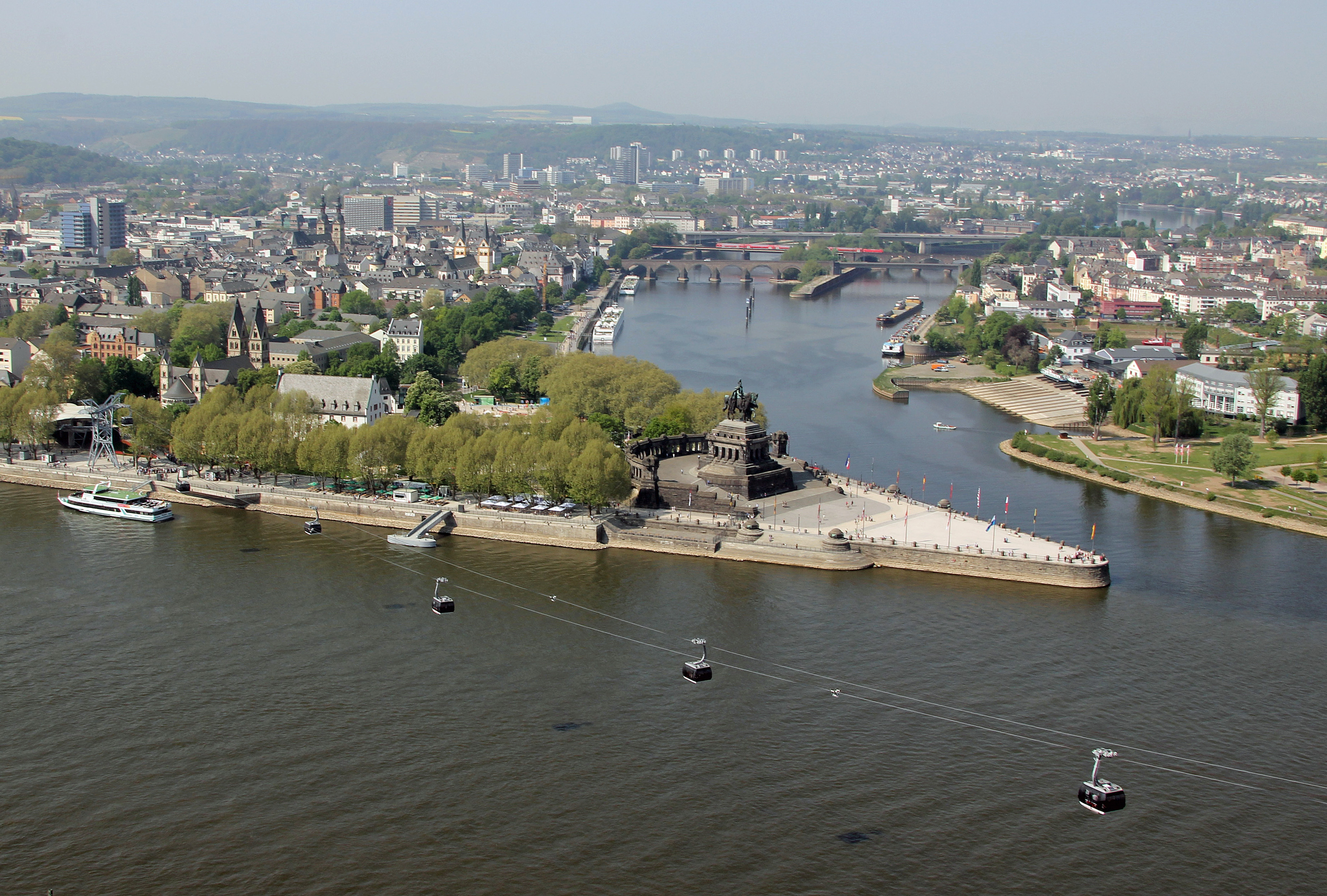
Este monumento ao Kaiser Guilherme, em Koblenz, onde o Mosel (em cima) se encontra com o Reno (em baixo), chamado de Deutsches Eck, ou o Canto Alemão

Se das manifestações de Wartburg e Hambach não saiu uma constituição, nem um sistema administrativo, este problema foi resolvido entre 1867 e 1871. No entanto, como os alemães acabaram por descobrir, grandes discursos, bandeiras, multidões entusiasmadas e uma constituição, uma reorganização política, o estabelecimento de uma super-estrutura imperial, e a revisão da União Alfandegária de 1867–68, não faziam uma nação.
Um elemento-chave do estado-nação é a criação de uma cultura nacional, frequentemente — mas não necessariamente —, através da política nacional. Na nova nação alemã, a Kulturkampf (1872–78) que se seguiu à unificação política, econômica e administrativa, tentou transmitir, com um significativo fracasso, algumas das contradições da sociedade alemã. Em particular, envolvia uma luta luta no seio linguístico, educativo e religioso. Uma política de germanização de cidadãos não alemães do império, onde se incluíam as minorias polacas e dinamarquesas, começou ao nível da língua, em particular da alemã; escola obrigatória; e a tentativa de criação de um programa curricular naquelas escolas, para promover e celebrar a ideia de um passado partilhado. Por fim, aquela germanização chegava até à religião da população do novo Império.

### Kulturkampf
Para alguns alemães, a definição de nação não incluía o pluralismo e, em particular, os Católicos eram escrutinados; alguns alemães e, especialmente, Bismarck, temiam que as ligações dos Católicos ao Papa os pudessem fazer parecer menos leais à nação. Como chanceler, Bismarck tentou, sem grande sucesso, limitar a influência da  Igreja Católica e do seu braço político, o Partido do Centro Católico, nas políticas escolares, educativas e da língua. O Partido do Centro Católico permaneceu fortemente instalado na região da Baviera e Baden do sul, e nas áreas urbanas que tinham a presença das populações rurais em busca de trabalho na indústria pesada, e desejava proteger, não apenas os Católicos, mas outras minorias que incluíam os franceses da Alsácia. As Leis de Maio de 1873, trouxeram a nomeação de padres, e a sua educação, sob controlo estatal, resultando no encerramento de muitos seminários e na redução de padres. A Lei das Congregações de 1875 aboliu as ordens religiosas, terminou com os subsídios do estado à Igreja Católica, e eliminou as protecções religiosas da constituição da Prússia.

### Integração da comunidade judaica

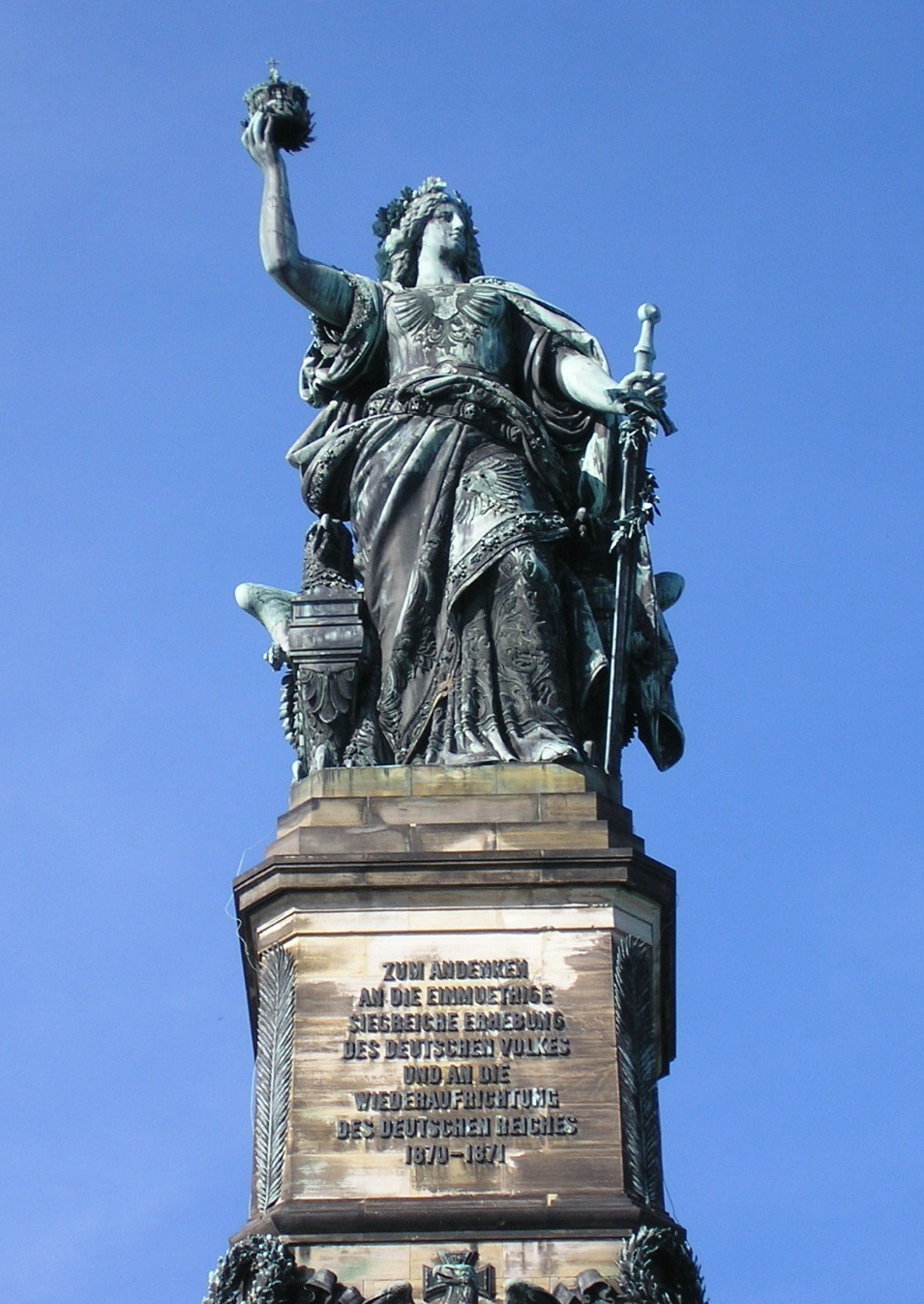
Nesta imagem do Monumento de Niederwald, Germania exibe-se a 40 m acima da cidade de Rüdesheim. Segura uma coroa na sua mão direita, e uma espada a seu lado. A Germania de Niederwald foi erigida em 1877–1883

Os judeus germanizados foram uma parte da população da nova Alemanha que se manteve vulnerável. A partir de 1780, depois da emancipação pelo imperador José II, os judeus dos ex-territórios dos Habsburgos tiveram privilégios econômicos e legais que os outros cidadãos das regiões de língua alemã não tinham: podiam ser proprietários de terras, e não tinham que viver em bairros judaicos (também designados por Judengasse, ou "becos de judeus"). Também podiam frequentar as universidades e aceder a várias profissões. Durante os períodos Revolucionários e Napoleônicos, muitas das anteriores barreiras entre judeus e cristãos caíram. Napoleão tinha dado ordens para a emancipação dos judeus ao longo dos territórios sob hegemonia francesa. Os judeus mais ricos, como os seus congêneres franceses, patrocinavam reuniões intelectuais; em particular, vários judeus dessas reuniões realizavam encontros importantes em Frankfurt e Berlim, nos quais os intelectuais alemães desenvolviam a sua forma própria de intelectualismo republicano. Ao longo das décadas seguintes, com início quase a seguir à derrota da França, a reacção contra a mistura de judeus e cristãos limitou o impacto intelectual daquelas reuniões. Para lá dos salões literários, os judeus continuaram um processo de germanização pelo qual adoptaram, de forma intencional, os modos de vestir e de falar alemães, e trabalharam por forma a se inserirem na esfera pública alemã do século XIX. O movimento da reforma religiosa entre os judeus alemães, reflectia este esforço.
Durante os anos da unificação, os judeus alemães tiveram um papel importante nos fundamentos intelectuais da vida profissional, intelectual e social. A expulsão dos judeus da Rússia nas décadas de 1880 e 1890, complicou a sua integração na esfera pública alemã. Os judeus russos chegaram às cidades do norte da Alemanha aos milhares; consideravelmente menos bem-educados e menos abastados, a sua pobreza teve um impacto negativo nos judeus germanizados. Muitos dos problemas relacionados com a pobreza (como as doenças, casas com excesso de habitantes, desemprego, absentismo escolar, resistência em aprender a língua alemã, etc.) criaram um afastamento, não só dos alemães cristãos, mas também das populações judaicas locais.

### Escrevendo a história de uma nação
Um outro elemento importante na construção de uma nação, a história do seu passado heróico, era defendido por vários historiadores alemães nacionalistas como o constitucionalista liberal Friedrich Dahlmann (1785–1860), o seu estudante conservador, Heinrich von Treitschke (1834–1896), e outros menos conservadores, como Theodor Mommsen (1817–1903) ou Heinrich von Sybel (1817–1895). Dahlmann faleceu antes da unificação, mas lançou uma das primeiras pedras para as histórias nacionalistas, ao dar ênfase às revoluções francesa e inglesa como peças fundamentais para a construção de uma nação. O próprio Dahlmann olhava para a Prússia como o elemento óbvio da unificação.
A obra de Heinrich von Treitschke, History of Germany in the Nineteenth Century, publicada em 1879, terá um título enganador: privilegia a história da Prússia sobre a história dos outros estados alemães, e conta a história dos povos de língua alemã dando ênfase como se fosse o destino da Prússia a unir todos os estados alemães sob a sua liderança. A criação deste mito (Borussia é a designação latina de Prússia) estabeleceu a Prússia como o grande salvador da Alemanha; era o destino de todos os alemães de se unirem, defende este mito, e era o destino da Prússia realizá-lo. De acordo com esta história, a Prússia teve um papel dominante em juntar os estados alemães como um estado-nação; só a Prússia podia proteger as liberdades dos alemães de serem esmagadas pelas influências francesas ou pelas russas. O relato continua com a descrição do papel da Prússia em salvar o povo alemão do renascimento do poder de Napoleão em 1815, em Waterloo, criando uma aparência de unidade econômica, e unindo os alemães sob uma bandeira de orgulho após 1871. O papel do historiador nacionalista é escrever a história da nação; isto significa olhar para o passado da nação com o objectivo de uma história nacionalista em mente. O processo de escrever a história, ou histórias, é um processo de lembrança e esquecimento: de seleccionar certos elementos a serem recordados, ou seja, de dar destaque, ignorar, ou esquecer, outros elementos ou acontecimentos.
A contribuição de Mommsen para a Monumenta Germaniae Historica criou a base para mais estudos acadêmicos sobre a nação alemã, alargando o conceito de "Alemanha" para incluir outras áreas para além da Prússia. Professor liberal, teólogo, e um dos grandes acadêmicos do século XIX, Mommsen serviu como delegado dos Representantes da Casa da Prússia entre 1863 e 1866 e, de novo, no período de 1873–1879, e como delegado do Reichstag entre 1881 e 1884, pelo Partido Progressista Alemão, liberal, (Deutsche Fortschrittspartei), e, mais tarde, pelo later for the Partido Liberal Nacional. Mommsen opunha-se aos programas antisemitas da Kulturkampf de Bismarck, e, de facto, com a publicação do seu Studien über die Judenfrage (Estudos sobre a Questão Judaica), encorajava a assimilação e germanização dos judeus.